# Eddy Merckx
Eddy Merckx, all'anagrafe Édouard Louis Joseph Merckx (Meensel-Kiezegem, 17 giugno 1945), è un ex ciclista su strada, pistard, ciclocrossista e dirigente sportivo belga.
Professionista dal 1965 al 1978 e soprannominato Il Cannibale per la voglia di vincere sempre e non lasciare nulla agli avversari, è il corridore più vincente della storia del ciclismo, ed è considerato tra i più forti ciclisti di tutti i tempi. Nel suo palmarès, in circa 1800 corse su strada cui prese parte tra i professionisti riportò 445 vittorie, un record, alle quali si aggiungono 80 successi su pista.
Tra i suoi successi figurano cinque edizioni del Tour de France (1969, 1970, 1971, 1972 e 1974), record condiviso con Jacques Anquetil, Bernard Hinault e Miguel Indurain, cinque edizioni del Giro d'Italia (1968, 1970, 1972, 1973 e 1974), eguagliando il primato di trionfi di Alfredo Binda e Fausto Coppi, e una edizione della Vuelta a España, nel 1973, tre Parigi-Nizza (1969, 1970, 1971), un Giro di Romandia (1968), quattro Giri di Sardegna (1968, 1971, 1973 e 1975), tre campionati del mondo su strada (nel 1967, nel 1971 e nel 1974), oltre a trentatré classiche: sette Milano-Sanremo (1966, 1967, 1969, 1971, 1972, 1975, 1976), cinque Liegi-Bastogne-Liegi (1969, 1971, 1972, 1973, 1975), tre Parigi-Roubaix (1968, 1970, 1973), tre Freccia Vallone (1967, 1970, 1972), tre Gand-Wevelgem, (1967, 1970, 1973), due Giri delle Fiandre (1969, 1975), due Giri di Lombardia, (1971, 1972) due Amstel Gold Race (1973, 1975), due Trofei Laigueglia (1973, 1974), un Giro del Piemonte (1972), due Omloop Het Nieuwsblad (1971, 1973) e una Eschborn-Francoforte (1971).
È uno dei soli sette ciclisti ad aver conquistato almeno una volta i tre Grandi Giri, nonché l'unico ad essere riuscito a realizzare l'accoppiata Giro-Tour per tre volte (1970, 1972 e 1974) e ad aver trionfato anche al Giro di Svizzera, considerato la quarta corsa a tappe per importanza. Nel 1974 gli riuscì la vittoria del Giro d'Italia, Tour de France e del campionato mondiale su strada, traguardo che è poi stato centrato solamente da Stephen Roche nel 1987 e da Tadej Pogačar nel 2024. Con 34 trionfi al Tour, è preceduto solamente da Mark Cavendish (35) nella classifica dei ciclisti con più tappe vinte. È altresì primo per vittorie in una sola edizione (8, a pari merito con Charles Pélissier e Freddy Maertens) e per numero di maglie gialle indossate (111). Al Giro d'Italia vinse, invece, 25 tappe e vestì di rosa per 77 volte, anche quest'ultimo un record. Se si considera il numero di tappe complessive vinte da Merckx sia al Giro d'Italia sia al Tour de France, il Cannibale detiene un altro record: 59 tappe (di cui 34 al Tour e 25 al Giro).
È anche uno dei tre corridori che si sono imposti in tutte le cinque classiche monumento, l'unico ad averle vinte tutte almeno due volte; inoltre, per sette anni consecutivi, dal 1969 al 1975, fece suo il Super Prestige Pernod, sorta di coppa del mondo a punti su strada, antesignano dell'UCI World Tour, introdotto nel 2011.
Per quanto concerne l'attività su pista fu invece primatista dell'ora su bicicletta tradizionale per ventotto anni, dal 1972 al 2000 (percorse 49432 km), quando venne battuto da Chris Boardman vincendo inoltre diciassette Sei giorni.
Fu inoltre il primo ciclista a essere menzionato nel film di culto The Stars and the Water Carriers, primo documentario del tutto incentrato sul mondo del ciclismo, girato dal regista Jørgen Leth.
È il padre di Axel, anch'egli ciclista professionista, nonno materno di Luca Masso, giocatore di hockey su prato, nonché suocero del tennista Eduardo mentre l'ex ciclista Lucien Acou era il suocero di Eddy Merckx.

## Carriera

### Gli esordi tra i dilettanti e le prime vittorie
Dopo aver praticato calcio e pugilato, Édouard Louis Joseph Merckx si dedicò al ciclismo, al quale si era avvicinato già all'età di otto anni: suo idolo di allora era Stan Ockers, poi tragicamente deceduto in un incidente in pista nel 1956. Merckx acquisì licenza di ciclista debuttante il 23 giugno 1961, all'età di sedici anni, con il club Evere Kerkhoek Sportif, e il mese dopo, precisamente il 16 luglio, fece il proprio esordio a Laeken. Il primo successo targato Merckx arrivò il 1º ottobre dello stesso anno, a Petit-Enghien, seguito nel 1962 da altre 23 vittorie nella medesima categoria, e tra esse il titolo nazionale. L'8 gennaio 1963 prese licenza di corridore dilettante; in quella stagione disputò 72 corse e se ne aggiudicò, tra strada e pista, ben 28, compreso il titolo nazionale di americana per dilettanti (conquistato anche nel 1964). L'anno dopo corse 72 gare aggiungendo al proprio palmarès altri 24 successi, il più importante dei quali fu quello nella prova in linea dilettanti ai campionati del mondo su strada di Sallanches. In ottobre si piazzò quindi dodicesimo nella corsa olimpica su strada dei Giochi di Tokyo, dopo aver tentato un attacco nelle fasi finali di gara. Aprì inoltre la stagione 1965 con quattro ulteriori trionfi in corse in linea dilettantistiche.

### Il passaggio ai professionisti: la Solo Superia
Il 27 aprile 1965, neanche ventenne, ufficializzò il proprio passaggio tra i professionisti, voluto dalla Solo-Superia, squadra belga capitanata da Rik Van Looy e diretta da Hugo Marien, e aveva come allenatore Alphonse Vandenbrande; ottenne la sua prima vittoria già l'11 maggio, in una delle sue prime corse, il Grote Prijs Stad Vilvoorde.
Al Tour de France dello stesso anno Van Looy regalò una vittoria al suo gregario Edward Sels, designandolo così suo naturale successore; Merckx, in breve tempo, fu tuttavia in grado di sovvertire le gerarchie iniziali e al primo anno da pro ottenne nove vittorie su strada, anche se tutte in competizioni di secondo piano, tra cui il Giro di Hittemberg e il Giro di Kesser Lo, oltre il secondo posto ai campionati belgi su strada. In quella stagione non poté partecipare alle grandi classiche perché costretto ad assolvere il servizio di leva militare, all'epoca obbligatorio per i belgi. Partecipò tuttavia al suo primo mondiale professionistico, a Lasarte-Oria, ma concluse lontano dai primi (29º).

### 1966-1967: il passaggio alla Peugeot

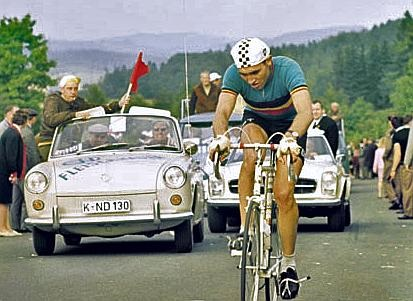
Merckx impegnato al Campionato del mondo su strada del 1966 sul Nürburgring

Nel 1966 si trasferì in Francia, alla Peugeot-BP-Michelin diretta da Gaston Plaud. In quell'annata arrivò per lui, a venti anni di età e dopo il terzo posto alla Omloop Het Volk, il primo successo in una grande classica: alla Milano-Sanremo batté infatti, con una lunga volata, dieci atleti tra cui Adriano Durante e campioni affermati come Raymond Poulidor, Herman Van Springel, Michele Dancelli e Franco Balmamion. Nella stessa stagione debuttò al Giro delle Fiandre, dove subì un incidente dal quale però riuscì a riprendersi nel giro di pochi giorni, e anche alla Parigi-Roubaix, concludendo quindicesimo; fu inoltre dodicesimo ai mondiali su strada del Nürburgring, secondo al Giro di Lombardia, preceduto in una volata a sei dal solo Felice Gimondi, e primo, in coppia con Ferdinand Bracke, nel Trofeo Baracchi.

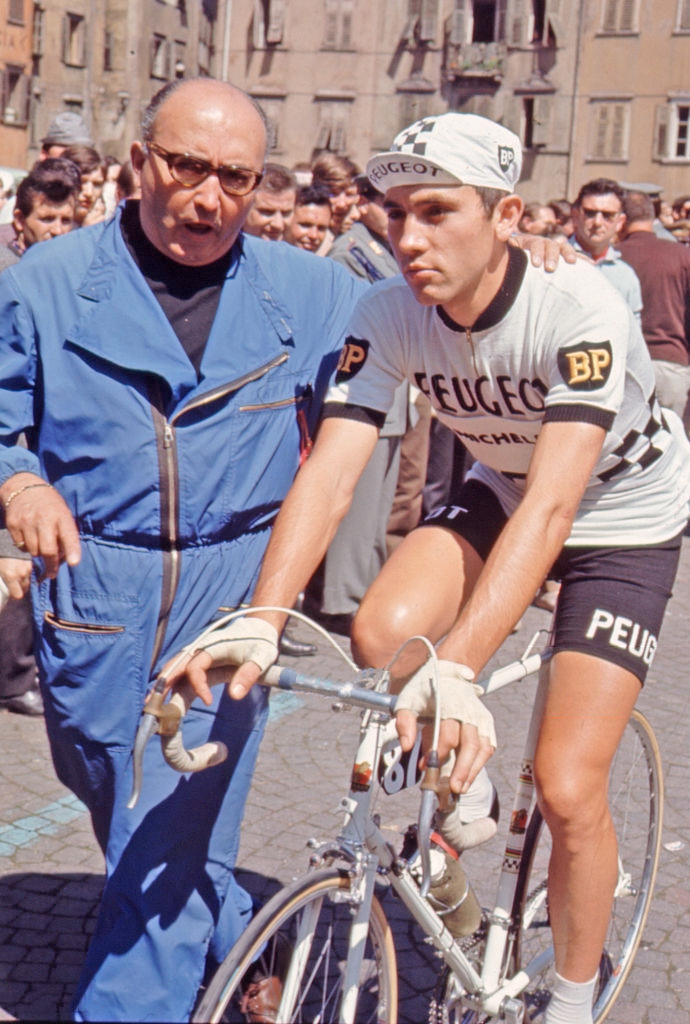
Merckx al Giro d'Italia 1967 in maglia Peugeot

Nel 1967 fece il bis alla "Classicissima" sanremese: sul traguardo di Via Roma batté allo sprint tre italiani, Motta, Bitossi e Gimondi, facendo segnare anche il nuovo record di velocità media della corsa, 44,805 km/h; successivamente si aggiudicò la Gand-Wevelgem e la Freccia Vallone, e raggiunse il podio sia al Giro delle Fiandre che alla Liegi-Bastogne-Liegi. Già veniva indicato come l'erede di Rik Van Steenbergen e Rik Van Looy, e i più pensavano che fosse un corridore adatto solo alle corse di un giorno, e non alle gare a tappe di tre settimane. Al Giro d'Italia, invece, il fiammingo si mise in luce con la vittoria di due tappe, una al Lido degli Estensi in volata e una sul Blockhaus della Maiella in salita; ciò nonostante non riuscì a dare il meglio, causa una bronchite, si staccò sulle montagne e concluse "solo" nono. Ai campionati del mondo su strada di Heerlen, nei Paesi Bassi, divenne quindi campione del mondo professionisti, dopo il successo di tre anni prima tra i dilettanti; soltanto Jean Aerts e Hans Knecht erano riusciti nell'impresa di vincere la prova in linea in entrambe le categorie. Nella prova in linea iridata, egli superò allo sprint i tre compagni di fuga Jan Janssen, Ramón Sáez e Gianni Motta. Chiuse l'annata conquistando, ancora con Bracke, il successo nel Trofeo Baracchi: 26 fu il bottino complessivo di vittorie stagionali su strada per lui.

### 1968-1970: le tre stagioni alla Faema

#### 1968: il primo trionfo al Giro
Nel 1968 passò tra le file della nuovissima formazione milanese Faema, voluto dal manager Vincenzo Giacotto e dai direttori sportivi Jean Van Buggenhout, suo procuratore fin dall'esordio nei professionisti, e Marino Vigna. Lo seguirono in Italia altri nove ciclisti belgi, tra cui Martin Van Den Bossche, Patrick Sercu e Guido Reybrouck, e al nuovo sodalizio si unì anche un altro atleta affermato, Vittorio Adorni, già vincitore del Giro d'Italia 1965. Nella prima annata con la squadra italiana Merckx mancò il tris alla Sanremo (anche a causa un infortunio rimediato alla Parigi-Nizza), ma fece sua per la prima volta la Parigi-Roubaix, battendo il connazionale Herman Van Springel.

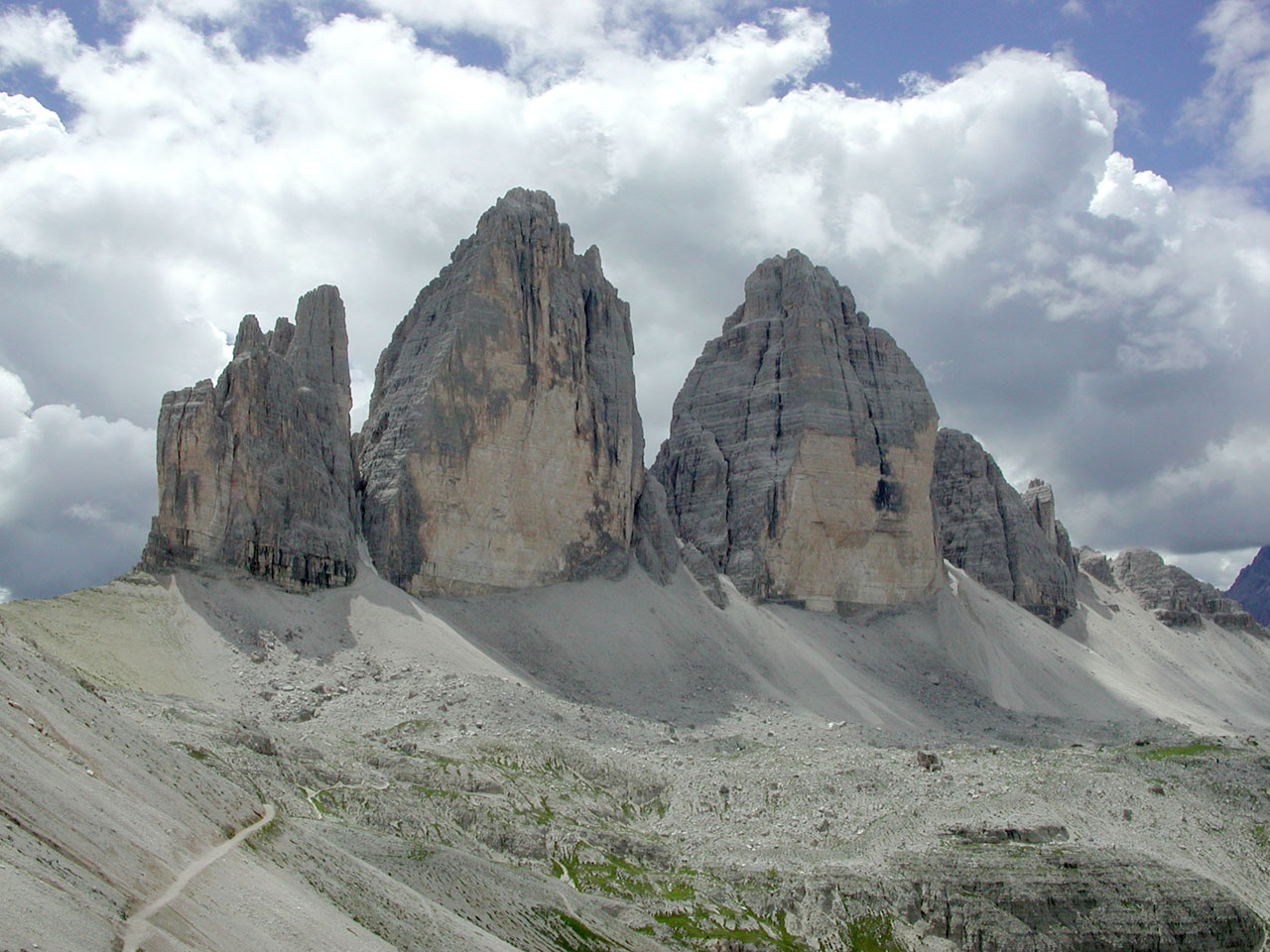
Le Tre Cime di Lavaredo, spettatrici dell'impresa di Merckx nella dodicesima tappa del Giro 1968

Tra maggio e giugno dominò il Giro d'Italia – batté il compagno di stanza Adorni – diventando il primo belga a vincere la "Corsa Rosa" e ottenendo al contempo il primo di undici successi nei Grand Tours. In quel Giro indossò per tredici giorni la maglia rosa, conquistò quattro tappe e primeggiò pure nella graduatoria dei Gran Premi della Montagna e in quella a punti. Il suo fu strapotere, e lo dimostrano azioni come quella che, sulle Tre Cime di Lavaredo, lo portò ad indossare per la prima volta il simbolo del primato al Giro: quel giorno, sotto la neve delle Dolomiti, andò prima a recuperare nove minuti sul fuggitivo Franco Bitossi e sui suoi quindici compagni d'avventura, e poi staccò di quattro minuti Motta e Zilioli, di sei il rivale Gimondi e la maglia rosa Michele Dancelli, di otto Julio Jiménez. Cominciò in quel momento, a detta di molti, l'era Merckx. Concluse la stagione 1968 con l'ottavo posto ai mondiali di Imola (inseritosi nella fuga vincente, arrivò soltanto ottavo, in chiusura del suo drappello), le vittorie alla Volta Ciclista a Catalunya e alla Tre Valli Varesine e il terzo posto al Giro di Lombardia.

#### 1969: il caso doping e il dominio al Tour
Nel 1969 vi fu il cambio dell'allenatore, lo stesso Merckx decise di scegliere il francese Fernand Wambst, già coach di Jan Janssen. Quell'anno, dopo essersi aggiudicato i campionati europei di americana a Colonia, in coppia con Patrick Sercu, completò il tris alla Milano-Sanremo, eguagliando Fausto Coppi. Decisivo quel giorno fu il suo attacco sulle ultimissime rampe del Poggio e una discesa a tutta verso via Roma: sul traguardo Merckx andò così a precedere di 12" Roger De Vlaeminck e gli altri inseguitori. Ma in quasi tutte le gare di quell'inizio di stagione il fiammingo seppe essere protagonista, dal momento che conquistò anche Parigi-Nizza, Giro delle Fiandre (con 5 minuti su Gimondi e otto su Basso dopo un attacco solitario, sotto la pioggia e il vento, cominciato a 70 chilometri dall'arrivo) e Liegi-Bastogne-Liegi, oltre a piazzarsi secondo alla Roubaix e terzo all'Amstel Gold Race. Stante l'ottima condizione di forma, al Giro d'Italia sembrava avviato verso un altro trionfo, ma così non fu. Prima dell'inizio della diciassettesima tappa che, quel 2 giugno, avrebbe portato il gruppo da Celle Ligure a Pavia, Merckx venne infatti escluso dalla corsa perché trovato positivo, nel controllo antidoping svolto dai commissari dell'UCI il giorno prima, alla fencamfamina, un anfetaminico commercializzato sotto i marchi Ritolin, Reactivan o Euvitol. In quel momento stava vestendo la maglia rosa per il sesto giorno, e aveva già vinto quattro tappe.
La notizia suscitò grande scalpore, e la stampa belga parlò subito di una "macchinazione": per Le Soir l'allontanamento del campione fu un «colpo di teatro» che «decapitava» il Giro, Les Sports sottolineò che Merckx doveva «essere vittima di un complotto», La Lanterne parlò di «scandalo», chiedendosi chi avesse dopato clandestinamente il belga, Le Peuple giudicò «incredibile» la vicenda e La Cité etichettò i fatti come una «mostruosa cabala». Anche in Italia, comunque, quotidiani come Stadio e Il Corriere dello Sport presero le difese del belga, presumendo la sua innocenza e parlando di una «sanzione assurda», sia perché Merckx era il corridore più forte di quegli anni, sia perché la tappa in cui risultò positivo era pianeggiante, quindi non ci sarebbero stati distacchi, se non minimi. La televisione diede risonanza mediatica ai fatti: Sergio Zavoli realizzò in quell'occasione, per il Processo alla tappa, uno dei suoi servizi più celebri, andando ad intervistare il campione in lacrime nella sua stanza d'albergo, la numero 11 dell'Excelsior di Albisola Superiore. Merckx si difese, professò la propria innocenza, parlò di una congiura contro di lui: secondo il belga infatti i controlli si svolsero in modo irregolare, poiché sia le analisi che le controanalisi vennero effettuate senza la presenza di un membro del suo team, che avrebbe potuto difenderlo, avendolo tenuto sotto controllo nei giorni di corsa. Il direttore della corsa, Vincenzo Torriani, cercò di convincere la Federciclismo a lasciar partire il ciclista, ma invano: il belga dovette fare le valigie e, a bordo dell'aereo reale, tornare a casa. La Faema a quel punto decise di effettuare a sua volta un controllo antidoping, al quale Merckx risultò poi negativo, convincendo il direttore Giacotto a non farsi licenziare dalla squadra. Gimondi, a quel punto nuovo leader della generale (inseguiva a 1'41" dal belga), rifiutò di indossare la maglia rosa: vincerà comunque quel Giro.

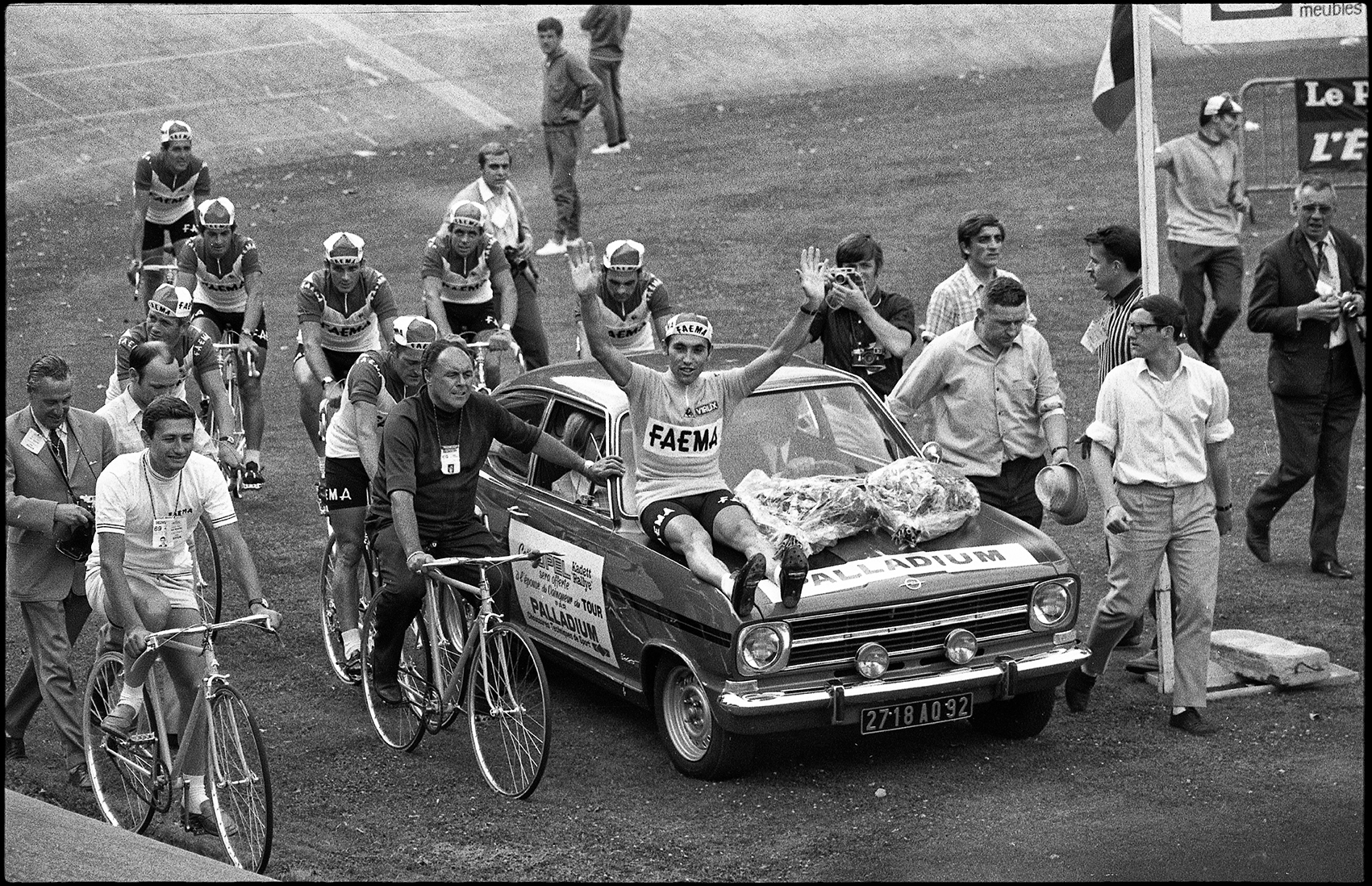
Merckx vittorioso al Tour de France 1969

Doveva essere sospeso per un mese, Merckx, e non avrebbe di conseguenza potuto correre il Tour de France; un'inchiesta ordinata dall'allora presidente UCI Adriano Rodoni (che chiamò in causa anche i ministri degli Esteri di Italia e Belgio, Pietro Nenni e Pierre Harmel) stabilì però che il campione di Meensel aveva agito in buona fede e che poteva dunque essere riammesso alle gare, giusto in tempo per la corsa francese. Il fiammingo rientrò così al Tour, cui partecipava per la prima volta, e semplicemente lo dominò, con una grinta mai mostrata prima. Indossò la maglia gialla per venti giorni, staccò il secondo classificato, Roger Pingeon, di ben 17'54" (otto dei quali solo nel tappone pirenaico di Mourenx, durante il quale fu in avanscoperta per 140 km), stabilì il record di scalata del Colle del Galibier e vinse anche la classifica a punti, quella scalatori, quella combinata, il Premio della Combattività e, con la sua Faema, la graduatoria a squadre. Fu durante quel Tour che nacque il soprannome di "Cannibale", presto ripreso da tutti i media: alla figlia dodicenne che gli aveva chiesto come stesse andando la corsa, Christian Raymond, corridore francese della Peugeot-BP, aveva infatti esclamato, riferito a Merckx e al suo dominio: «non ci lascia neanche le briciole!» e lei aveva ribattuto: «ma allora è proprio un cannibale!». Jacques Goddet, direttore della Grande Boucle, in un suo celebre editoriale su L'Équipe, parlò invece dell'esplosione del "Merckxismo".
Ai successivi campionati del mondo, tenutisi sul circuito di Zolder, tuttavia, Merckx preferì ritirarsi durante l'ultima tornata, scarsamente supportato dai compagni di Nazionale e controllato da moltissimi avversari in qualità di favorito. Il 9 settembre seguente, inoltre, il campione fiammingo rischiò di compromettere seriamente la propria carriera, vittima di un incidente durante una prova dietro derny nel velodromo di Blois. Nella caduta, che coinvolse anche la moto che lo guidava – e che risultò fatale per Fernand Wambst. Anche Merckx ebbe seri problemi: si procurò una profonda ferita alla testa, rimanendo a terra privo di sensi. Si riprese, seppur a fatica, in poche settimane, ma gli venne diagnosticato uno spostamento al bacino ed una contusione ad una vertebra a metà busto, che gli causeranno, nel prosieguo di carriera, un lieve problema di posizionamento in sella e dolori alla schiena (dirà Merckx a tal proposito che prima della caduta pedalare in salita era per lui un piacere, mentre dopo, un continuo dolore). La sua stagione agonistica si concluse con il primo posto nella speciale classifica combinata del Super Prestige Pernod, e con un bilancio di 43 successi.

Merckx con Gimondi al Giro d'Italia 1970

#### 1970: la prima doppietta Giro-Tour
Nel 1970, con Jan Storms come nuovo allenatore, fu ancora plurivittorioso nelle classiche di primavera: si aggiudicò infatti Gand-Wevelgem, Parigi-Roubaix con 5'21" sullo specialista Roger De Vlaeminck, che avrebbe poi trionfato quattro volte nella Regina delle classiche; e, successivamente, la Freccia Vallone, concluse inoltre terzo sia al Giro delle Fiandre che alla Liegi-Bastogne-Liegi, oltre a vincere il Giro del Belgio. Ma in quella stagione centrò soprattutto la prima doppietta Giro-Tour, impresa fino ad allora riuscita solo a Fausto Coppi e Jacques Anquetil. La corsa italiana inizialmente non rientrava nei suoi programmi: la vicenda dell'anno precedente lo aveva scosso – la considerò a lungo un affronto – e in Belgio era stato messo in guardia da possibili nuovi trabocchetti. Alla fine, convinto dai dirigenti della Faema e dagli organizzatori, si presentò al via e ancora una volta diede una dimostrazione di forza. Vinse tre tappe, prese la leadership della generale al termine della prima settimana di gara, staccando tutti sulla Cima Polsa nella tappa di Brentonico, e ipotecò il successo due giorni dopo nella cronometro di Treviso: indossò la maglia rosa per un totale di quattordici giorni, e sul podio finale di Bolzano precedette Gimondi di 3'14" e il connazionale (suo futuro gregario) Martin Van Den Bossche. Prima di andare in Francia a vincere conquistò per la prima e unica volta il campionato nazionale belga su strada.

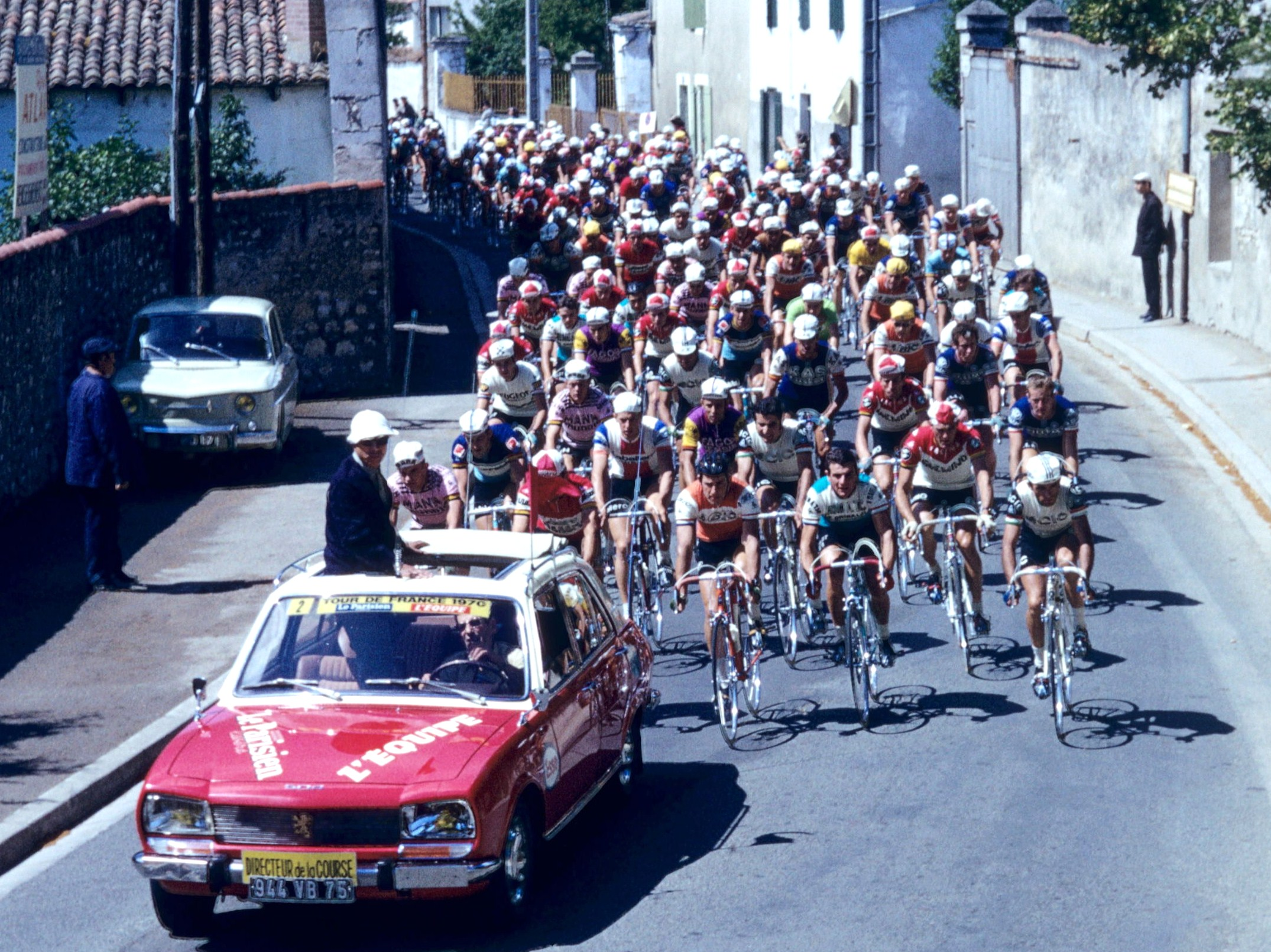
Il gruppo transita per La Rochelle durante il Tour de France 1970: Merckx veste la maglia gialla

Al Tour dominò dal primo all'ultimo giorno: fece suo il prologo di Limoges, la cronometro a squadre con la sua Faemino-Faema, le frazioni in linea con arrivo a Forest, nel suo Belgio, Divonne-les-Bains, Grenoble e Mont Ventoux (dove ottenne il record sul tempo di scalata), e le cronometro di Divonne-les-Bains, Bordeaux e Parigi, quest'ultima nella giornata conclusiva. In totale, esclusa la cronosquadre, conquistò otto vittorie di tappa, come già aveva fatto il solo Charles Pélissier al Tour 1930 (li eguaglierà Freddy Maertens nel 1976). Fu inoltre di giallo vestito per ventitré tra tappe e semitappe, si aggiudicò pure la classifica del Gran Premio della Montagna, quella combinata e il Premio della Combattività, e nella generale andò a precedere Joop Zoetemelk di quasi tredici minuti. Dopo aver partecipato a numerosi criterium, deluse le attese al campionato mondiale su strada di Leicester, ove, pur partendo da favorito, si piazzò solo ventinovesimo, anche a causa dello scarso sostegno ricevuto dai compagni di Nazionale. In ottobre vinse la Coppa Agostoni – 52 i suoi trionfi in quella stagione – e chiuse quarto, battuto da Motta nella volata per il terzo posto, al Giro di Lombardia, conquistando così il suo secondo Super Prestige Pernod. Sul finire dell'anno colse anche la sua prima vittoria nel ciclocross, al GP Eeklo, in coppia con Eric De Vlaeminck. Nella seconda parte dell'anno Merckx subì diverse cadute, che negli anni successivi penalizzarono le sue prestazioni in salita, tanto che su quel terreno d'ora in poi divenne attaccabile da diversi corridori, e non riuscirà più a vincere la classifica scalatori in nessuno dei Grandi Giri, e fonderà i suoi successivi trionfi sugli altri terreni.

### 1971-1976: i sei anni alla Molteni

#### 1971: il terzo Tour e il secondo mondiale

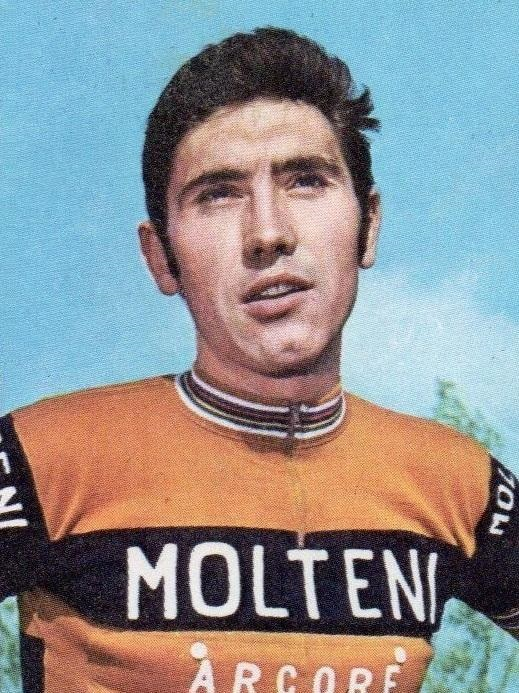
Merckx in maglia Molteni nel 1971, dall'album Sprint 71, Panini

Per l'annata 1971 Merckx si trasferì alla Molteni: nella squadra arcorese, attiva nel professionismo dal 1958 sotto la guida degli ex ciclisti Giorgio Albani e Marino Fontana, confluirono anche parte dello staff della Faemino-Faema, tra cui il direttore sportivo Guillaume Driessens, e ben otto gregari del "Cannibale", tra cui Joseph Bruyère, Julien Stevens e Roger Swerts. In apertura di stagione Merckx conquistò il Gran Premio Città di Camaiore, la Het Volk, e vinse in solitaria la sua quarta Milano-Sanremo, dopo aver ripreso e staccato Gimondi sulla salita del Poggio. Dopo aver conquistato il suo secondo Giro del Belgio, fu costretto a saltare la Freccia Vallone a causa di un'influenza; pochi giorni dopo alla Liegi-Bastogne-Liegi, nonostante la scarsa forma fisica, andò all'attacco a oltre 60 km dall'arrivo, venne ripreso da Georges Pintens ma riuscì a batterlo in uno sprint a due che gli valse la seconda vittoria nella "Decana". Albani quell'anno aveva intenzione di farlo esordire al Giro dell'Appennino, una tra le più prestigiose corse del calendario italiano, ma Merckx non accettò mai, nemmeno negli anni successivi, secondo lo stesso Albani per motivi di ingaggio. Nei mesi successivi non partecipò neppure alla Vuelta a España né al Giro d'Italia, vinse invece il Giro del Delfinato (batté Ocaña e Thévenet) e il Midi Libre, presentandosi quindi in gran forma al cinquantottesimo Tour de France.
Ma proprio in quella Grande Boucle Merckx rischiò seriamente, e per la prima volta, di perdere. L'inizio sembrava presagire un andamento "consueto": il fiammingo infatti prese la leadership dopo il prologo a squadre, vinto dalla sua Molteni, e guidò la corsa ininterrottamente, esclusa la semitappa di Basilea (quando, grazie ai piazzamenti, in giallo andò il suo gregario Marinus Wagtmans), per quasi due settimane; questo fino alla decima frazione, quando, per il ritardo accumulato a causa di due forature e una caduta, dovette cedere il simbolo del primato all'olandese Joop Zoetemelk. L'indomani si affrontava l'ultima delle tappe alpine, partenza da Grenoble e arrivo in quota a Orcières-Merlette. Già sulla Côte de Laffrey, la prima delle tre salite in programma, Ocaña, Zoetemelk, Van Impe e Agostinho staccarono tutti: Merckx non reagì prontamente, complice anche la mancanza di alleati in gruppo, e il quartetto prese il largo. A 60 dall'arrivo Ocaña staccò i tre compagni di fuga e si involò verso la vittoria; il "Cannibale", dal canto suo, provò a recuperare qualcosa sull'ultima ascesa, riagguantò solo Agostinho e Zoetemelk ma dovette arrendersi: sul traguardo fu terzo, pagando ben 8'42" al vincitore di giornata, mentre secondo fu Van Impe, a più di sei minuti. La maglia gialla passava proprio sulle spalle di Ocaña, forte di un vantaggio di 8'43" su Zoetemelk e di 9'46" su Merckx.

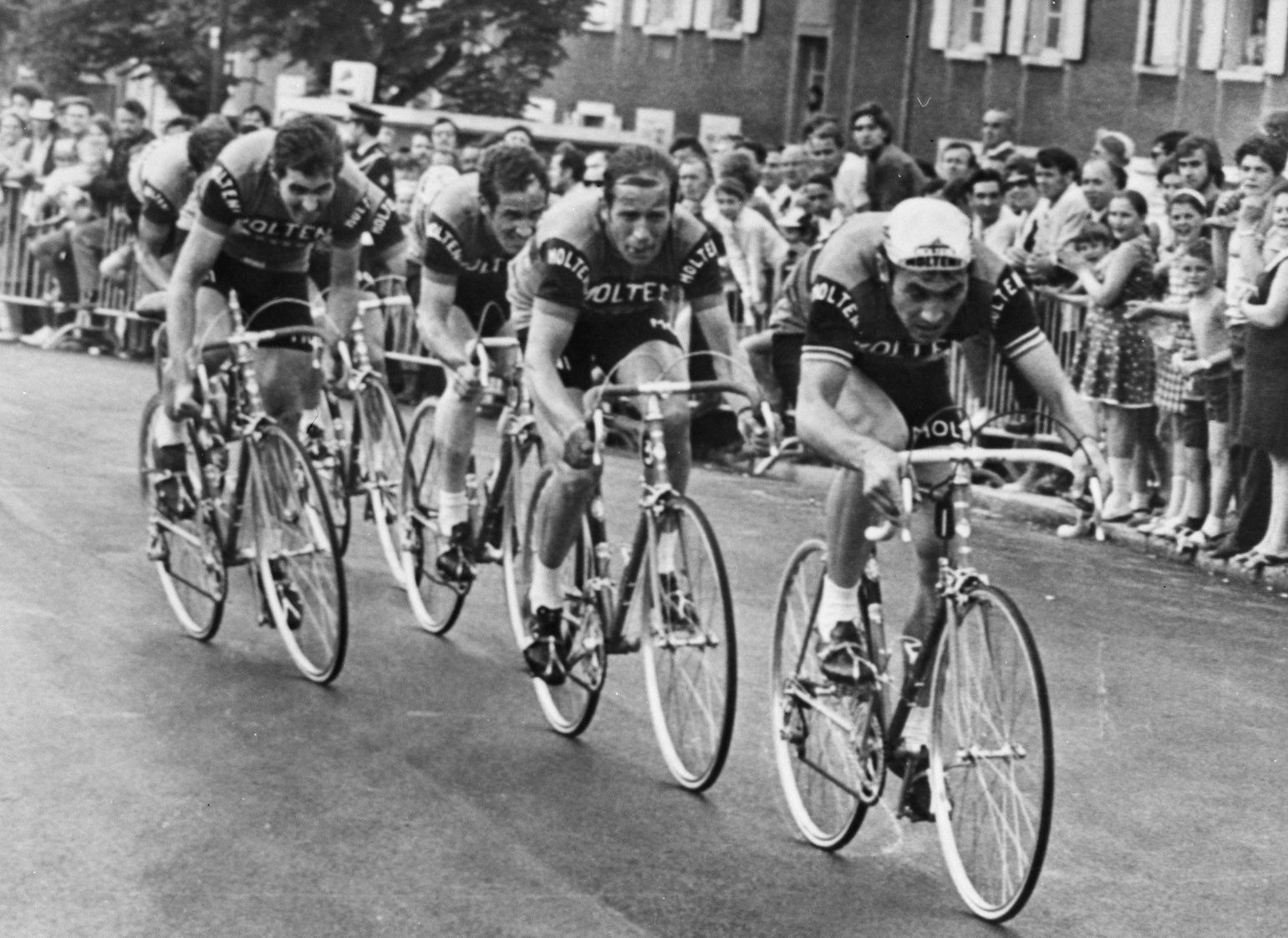
La Molteni di Merckx impegnata nel prologo del Tour de France 1971

Dopo la giornata di riposo il belga seppe comunque rispondere, lanciando, insieme ad altri otto atleti, un'incredibile fuga di 250 km che lo portò a recuperare, sul traguardo di Marsiglia, quasi due dei nove minuti che lo separavano dalla maglia gialla. Si arrivò alla quattordicesima frazione, un percorso pirenaico con i colli del Portet-d'Aspet, di Menté e del Portillon, e l'arrivo a Luchon. Quel giorno il fiammingo tentò di nuovo l'attacco, prima sulla salita del Menté, ma senza risultati, poi, sotto un violento nubifragio, in discesa. Fu nella discesa del colle, resa difficile dal fondo stradale bagnato, che Merckx e Ocaña caddero: il primo ripartì subito, mentre lo spagnolo, appena rialzatosi, venne travolto da Zoetemelk e da Agostinho. Ridotto in coma, venne portato via in ambulanza e ricoverato in ospedale a Saint-Gaudens: si riprese in pochi giorni, ma ovviamente fu costretto a ritirarsi e a dire addio alle velleità di vittoria, lasciando a Merckx il primato definitivo. Il fiammingo si dimostrò pur tuttavia capace di legittimare il successo finale, prima nella tappa di Bordeaux – con un attacco da lontano prese ancora tre minuti su tutti i rivali – e poi nella cronometro finale di Parigi, ove inflisse quattro minuti a Thévenet e a Zoetemelk e cinque a Van Impe. Proprio questi ultimi due atleti, nell'ordine, completarono un podio di Parigi che per la terza volta consecutiva vide Merckx in giallo e trionfatore. Il "Cannibale" fece sue in totale quattro tappe e indossò la maglia del primato per diciassette giorni.
Nel finale di stagione, sull'impegnativo tracciato intorno a Mendrisio, in Svizzera, Merckx conquistò anche il suo secondo titolo mondiale su strada. Questa volta, dopo aver fatto selezione ed essere rientrato sui quattro fuggitivi del mattino, scattò a 56 km dall'arrivo insieme ad altri cinque atleti, il connazionale Georges Pintens, il danese Leif Mortensen, il francese Cyrille Guimard e gli italiani Giancarlo Polidori e Felice Gimondi: i primi quattro li staccò al penultimo passaggio sulla salita della Torrazza, l'ultimo, lo storico rivale Gimondi, lo batté invece in una volata a due sul vialone di Vignalunga. Alcune settimane dopo ottenne infine la prima affermazione, in solitaria, nella "Classica delle foglie morte", il Giro di Lombardia, precedendo di oltre tre minuti Bitossi. Chiuse l'anno solare con all'attivo ben cinquantaquattro successi stagionali, un record poi eguagliato, nel 1976, dal solo Freddy Maertens.

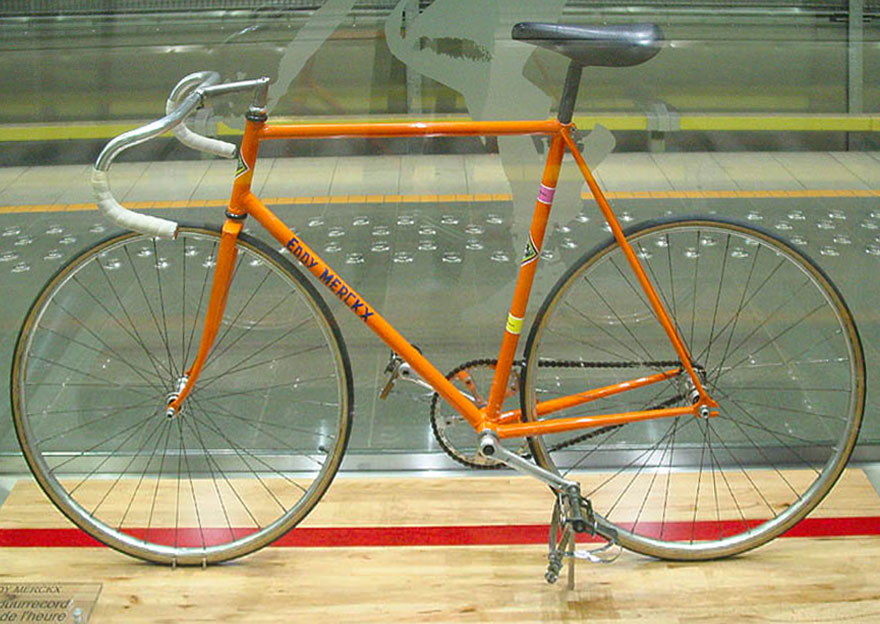
La Mexico Oro, la bicicletta marchiata Colnago con la quale Eddy Merckx stabilì il Record dell'ora il 25 ottobre 1972

#### 1972: la seconda doppietta Giro-Tour e il record dell'ora
Nella primavera 1972 Merckx ottenne la quinta vittoria alla Milano-Sanremo: nell'occasione, dopo uno scatto sul Poggio rintuzzato da Gösta Pettersson, se ne andò in discesa riuscendo ad arrivare al traguardo con una cinquantina di metri di vantaggio sugli inseguitori. A seguire vinse per la prima volta lo Scheldeprijs e la Freccia del Brabante, e per la terza volta sia la Liegi-Bastogne-Liegi che la Freccia Vallone, completando poi, come già fatto nel 1970, la sua seconda personale accoppiata Giro-Tour. Al Giro, una corsa ricca di montagne come da tempo non si vedeva, dovette soprattutto difendersi dagli attacchi del forte scalatore José Manuel Fuente. Già nella quarta tappa, sul Block Haus, il belga perse 2'36" dallo spagnolo, nuova maglia rosa; la risposta non si fece attendere e arrivò, a sorpresa, tre giorni dopo, nella tappa di Catanzaro: l'attacco portato da Gösta Pettersson e dal "Cannibale" permise ai due di infliggere ben 4'13" a Fuente, e al belga di salire in vetta alla generale. Il Tarangu non si arrese, ma la risposta non diede gli effetti sperati: perse infatti ancora 2'36" nella cronometro di Forte dei Marmi, andò in crisi sull'inedito Jafferau e subì quindi un'ulteriore sconfitta nella tappa di Livigno. Fuente tentò allora il tutto e per tutto nella breve frazione con arrivo sullo Stelvio, attaccò dopo pochi chilometri e andò a vincere con un vantaggio di 2'05": pochi, e fu così il "Cannibale" a festeggiare il terzo successo al Giro, accompagnato da quattro vittorie di tappa e da quindici giorni in maglia rosa. Il terzo posto, appannaggio dell'altro spagnolo Francisco Galdós, completò un podio finale per la prima volta senza italiani.
In Francia si ripropose ancora la sfida Ocaña-Merckx, con il primo intenzionato a stare a ruota e ad attaccare solo sulle montagne, e il secondo deciso invece a forzare con l'intento di sfibrare subito il rivale. Sui Pirenei, a cominciare dalla tappa di Pau, ebbe inizio il "duello". Ocaña forò sulla discesa dell'Aubisque, Merckx attaccò, lo spagnolo tentò l'inseguimento ma cadde ancora, come l'anno prima, e all'arrivo perse quasi due minuti. L'indomani il belga vinse e prese la maglia gialla, lo spagnolo limitò i danni e la carovana cominciò il trasferimento verso le Alpi. Le prime due tappe alpine non portarono grandi novità in classifica, con Merckx sempre a condurre con tre minuti su un Ocaña nettamente meno incisivo rispetto al 1971; le altre due, la tredicesima, con il Vars e l'Izoard, e la quattordicesima, suddivisa in due frazioni, la prima con il Galibier e la seconda con il Télégraphe, diedero però un'importante scossone alla graduatoria. La maglia gialla infatti si mosse e attaccò i rivali: a Briançon vinse con più di un minuto e mezzo sui vari Gimondi, Poulidor, Van Impe, Ocaña; a Valloire e ad Aix-les-Bains, i traguardi delle due semitappe dell'indomani, inflisse invece un totale di sette minuti e mezzo allo spagnolo. Al termine di quella giornata Ocaña optò per il ritiro, debilitato da un'infezione polmonare. In particolare evidenza in quelle tappe (vinse ad Aix-les-Bains e Le Revard) fu anche il venticinquenne francese Cyrille Guimard, capace di salire, complice la défaillance di Ocaña sul Galibier, al secondo posto nella graduatoria provvisoria: la sua permanenza in classifica non durò molto, anch'egli fu infatti costretto all'abbandono, durante la diciottesima frazione, a causa di persistenti problemi al ginocchio. A Parigi il vincitore fu ancora, per la quarta volta consecutiva, il "Cannibale" Merckx: quell'anno vestì diciassette volte la maglia gialla e fece sue ben sei tappe, lasciando i primi inseguitori, Gimondi e Poulidor, a più di 10 minuti.

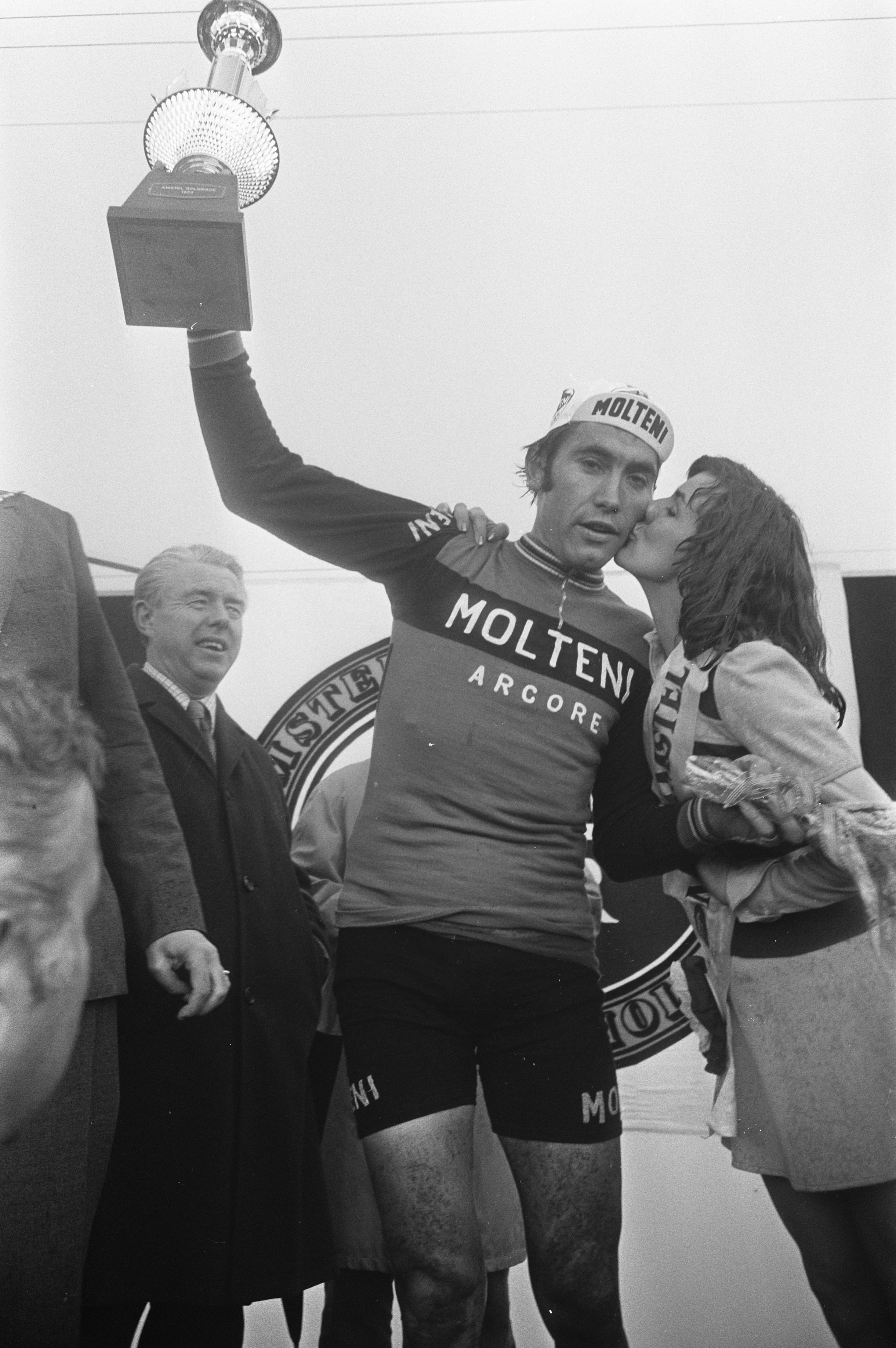
Merckx premiato vincitore all'Amstel Gold Race 1973

Trascorsero solo due settimane e, ai primi di agosto, il fresco vincitore del Tour si presentò, da favorito, al Campionato mondiale su strada di Gap, intenzionato a completare la tripletta Giro-Tour-mondiale e a bissare il titolo iridato. L'attacco finale nella gara iridata venne portato da Franco Bitossi: il belga si lanciò all'inseguimento seguito alla ruota da Marino Basso e da Cyrille Guimard, ma non riuscì a ricucire. Sulla linea d'arrivo solo Basso, con un ultimo colpo di reni, superò Bitossi, mentre Merckx fu quarto, battuto, a chiudere il drappello. Quello del 1972 fu il miglior autunno di sempre per il belga: il 10 settembre vinse la prima edizione del Gran Premio di Mendrisio, il 4 ottobre vinse il Giro dell'Emilia (primo non italiano a conquistare la corsa), il 7 ottobre il Giro di Lombardia, primo non italiano a centrare la doppietta Giro-Lombardia, il 9 il Giro del Piemonte e l'11, in coppia con Roger Swerts, il prestigioso Trofeo Baracchi a cronometro. Il 25 ottobre seguente, nel Velodromo olimpico di Città del Messico, la sua splendida annata, 50 vittorie all'attivo, venne coronata dal nuovo record dell'ora: quel giorno Merckx percorse infatti, in sessanta minuti, la distanza di 49,43195 chilometri, superando di 779 metri quella coperta il 10 ottobre 1968 dal danese Ole Ritter. In una sola prova mise a referto, oltre al primato dell'ora, anche altri otto record, precisamente quelli sulle distanze dei 10, 15, 20, 25, 30, 35, 40 e 45 chilometri. La prestazione sull'ora, pur effettuata senza una preparazione adeguata (aveva concluso l'attività su strada da soli otto giorni) e su una bicicletta tradizionale, resisterà per più di undici anni: soltanto nel gennaio 1984 Francesco Moser sarà in grado di andare oltre, percorrendo, sempre a Città del Messico, 50808 km. Dopo però che l'UCI dichiarò non più validi i record dell'ora ottenuti con biciclette diverse da quelle tradizionali, con ciò qualificando non più come record dell'ora ma come "migliore prestazione umana" la performance di Francesco Moser a Città del Messico e quelle che lo hanno seguito da parte di altri atleti fino al 2000, in pratica il record di Eddy Merckx è durato ben 28 anni: solo il 27 ottobre 2000 Chris Boardman, su bicicletta tradizionale, riuscì a battere il record del "Cannibale" al velodromo di Manchester per soli 9 m, ottenendo il nuovo record dell'ora con 49441 km.

#### 1973: la doppietta Vuelta-Giro
La stagione 1973 cominciò per Merckx con i consueti, e numerosi, trionfi nelle classiche: dopo aver saltato la Milano-Sanremo per un attacco di angina tonsillare, dominò infatti la Het Volk, la Gand-Wevelgem, la Parigi-Roubaix, la Liegi-Bastogne-Liegi per la quarta volta e l'Amstel Gold Race. A fine aprile si presentò per la prima volta alla Vuelta a España, convinto dall'ingente somma di denaro messa sul piatto dall'organizzazione in cambio della sua partecipazione. Allo strapotere che presto palesò pure in Spagna provarono ad opporsi Luis Ocaña e Bernard Thévenet, ma la scarsità di montagne e l'abbondanza di abbuoni in quell'edizione della Vuelta non li favorì di certo. Ocaña andò all'attacco in solitaria sulla salita del Puerto de Orduña, ma venne ripreso; Merckx dal canto suo vinse il prologo e ben cinque tappe, vestì la maglia gialla per sette giorni e oltre alla classifica generale finale, in cui precedette di 3'46" e 4'16" proprio Ocaña e Thévenet rispettivamente, fece sue le graduatorie a punti, combinata e degli sprint. Divenne, vincendo la Vuelta 1973, il terzo ciclista, dopo Jacques Anquetil e Felice Gimondi, capace di aggiudicarsi tutti e tre i Grandi Giri.

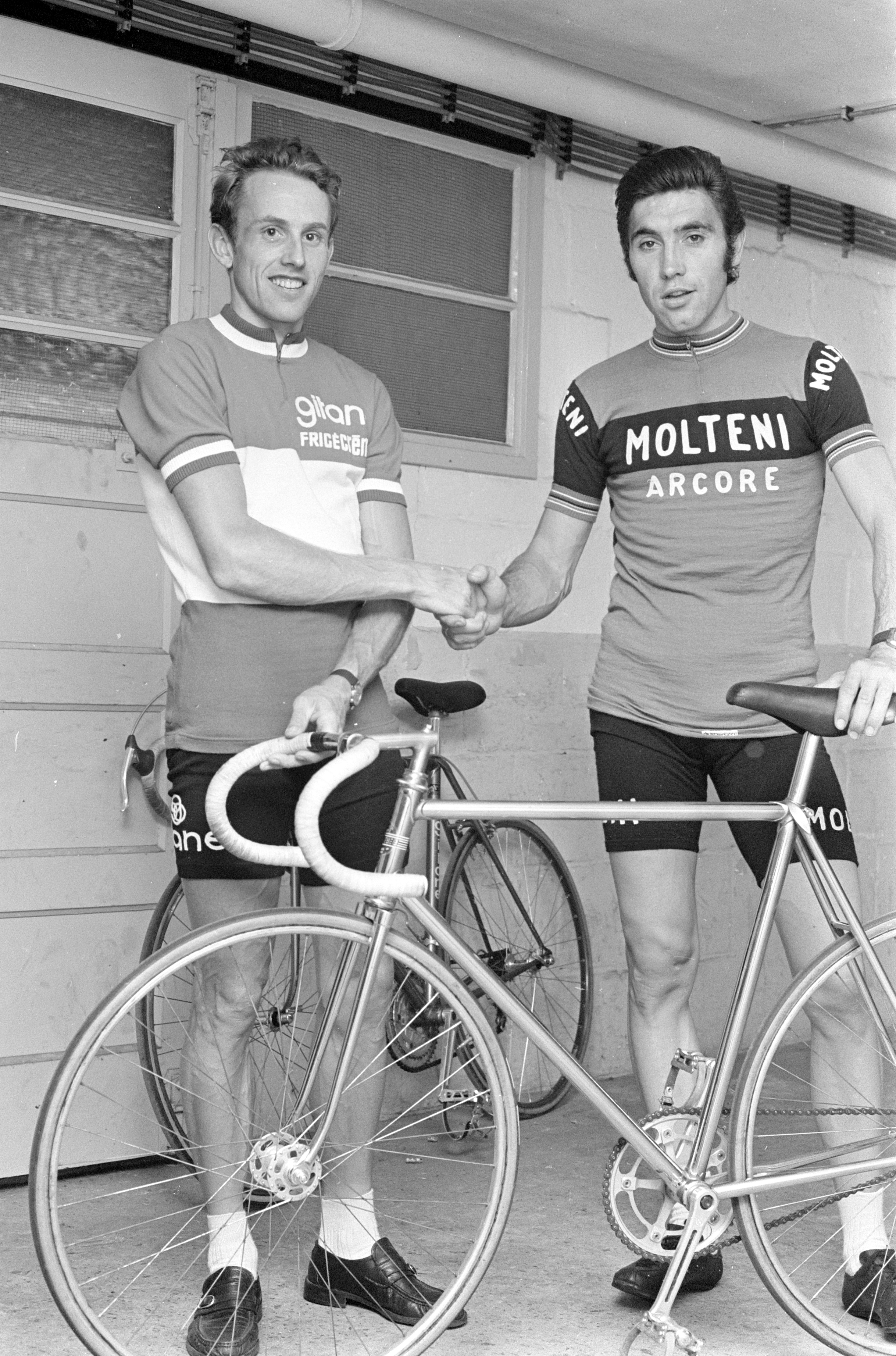
Joop Zoetemelk (a sinistra) ed Eddy Merckx posano stringendosi la mano

Meno di un mese dopo vinse il suo quarto Giro d'Italia. In quell'edizione, partita dal suo Belgio, a Verviers, Merckx indossò per venti giorni, dalla prima all'ultima tappa, la maglia rosa, un'impresa riuscita fino ad allora solo a Costante Girardengo e ad Alfredo Binda (nel 1990 anche Gianni Bugno si unirà allo speciale "club"). Nonostante non mancassero avversari di rango come Gimondi, Motta e Fuente, di quella "Corsa rosa" il belga fu autentico padrone, aggiudicandosi ben sei tappe. La frazione con arrivo sul Monte Carpegna fu indicativa del suo dominio: se il solo Battaglin fu in grado di tenere testa e di perdere solo 45", tutti gli altri pretendenti al titolo – Zilioli, Motta, Gimondi, Bitossi – chiusero a più di quattro minuti dal "Cannibale", e Fuente a nove. Alla fine il primo dei battuti risultò ancora una volta Gimondi, a quasi otto minuti di distacco ma con la piccola soddisfazione di aver inflitto 31" alla maglia rosa nella cronometro di Forte dei Marmi. Il "Cannibale" scelse quindi di non partecipare al Tour de France. Prese invece il via al mondiale su strada di Barcellona, e, pur essendosi procurato una ferita al ginocchio nella fasi iniziali della corsa, si fece promotore della decisiva fuga che portò quattro uomini, dei sette che inizialmente ne facevano parte, a giocarsi il titolo: la gara si risolse con il successo allo sprint di Gimondi – una rivincita per lui dopo la sconfitta al Giro – davanti a Freddy Maertens, a Ocaña e allo stesso Merckx.
Il fiammingo si rifece nelle classiche, tra fine settembre e inizio ottobre, aggiudicandosi la Parigi-Bruxelles, il Grand Prix des Nations e, per la terza volta consecutiva, il Giro di Lombardia. Il "mondiale d'autunno", gara conclusiva della stagione, si decise già a sessanta chilometri dall'arrivo: Merckx attaccò, staccò tutti, proseguì in solitaria e giunse sul traguardo di Como con 4'15" sul primo inseguitore, Gimondi. Il risultato ufficiale cambiò quasi un mese dopo: l'8 novembre 1973, infatti, un comunicato dell'Unione Ciclismo Italiano Professionistico annunciò la positività del "Cannibale" al test antidoping effettuato al termine della competizione. Il belga, in quei giorni impegnato nella Sei giorni di Dortmund, ammise subito che l'assunzione di norefedrina, la sostanza incriminata, era stata causata dall'utilizzo di Mucantyl, un farmaco prescrittogli dal medico della Molteni, Angelo Cavalli, al mero fine di curare una lieve forma di bronchite. Nonostante la presunta buona fede il regolamento dell'Unione Ciclistica Internazionale venne applicato senza sconti e il campione belga squalificato per un mese, multato di 150 mila lire e declassato: la vittoria del 67º Lombardia andò così a Gimondi.

#### 1974: la storica tripletta Giro-Tour-mondiale
Nel 1974 Merckx si rifece e centrò una storica tripletta, vincendo nello stesso anno Giro d'Italia, Tour de France e mondiale su strada. La sua stagione non era però cominciata bene. In primavera, cosa che non gli era mai accaduta dal primo anno di professionismo, non aveva vinto alcuna classica di prestigio: aveva infatti saltato la Milano-Sanremo per una bronchite ed era stato "solo" terzo al Giro delle Fiandre, secondo alla Gand-Wevelgem e quarto alla Parigi-Roubaix. Si presentava comunque al Giro d'Italia con il ruolo di favorito d'obbligo: in quella corsa, piena di montagne, venne però messo in seria difficoltà da un giovane scalatore bergamasco, il neoprofessionista Gianbattista Baronchelli. Merckx guidava la classifica con ampio vantaggio durante la sedicesima tappa, con arrivo sul Monte Generoso, quando andò in crisi perdendo oltre due minuti dai rivali Gimondi e Baronchelli. Cruciale fu dunque la ventesima tappa, la più dura di quell'edizione, con arrivo alle Tre Cime di Lavaredo: al mattino il belga guidava la generale con 31" su Gimondi e 41" sul giovane Baronchelli, mentre lo spagnolo Fuente, che pure lo aveva più volte staccato sulle montagne, era più indietro in classifica, avendo perso 10 minuti nella tappa di Sanremo. Proprio Fuente andò all'attacco a otto chilometri dal traguardo; Merckx rispose, Baronchelli tentò un primo allungo, poi di nuovo, a due dall'arrivo: il belga questa volta sembrò andare in crisi, ma proprio negli ultimi metri, con uno sforzo enorme, reagì e riuscì a conservare la maglia rosa per soli 12 secondi. Fu proprio quello il distacco finale a Milano tra il "Cannibale" e GBB, secondo minor margine tra i primi due classificati nella storia della "Corsa Rosa". Merckx, che vinse anche due tappe e fu per nove giorni in rosa, andò comunque ad eguagliare i cinque successi di Alfredo Binda e Fausto Coppi.

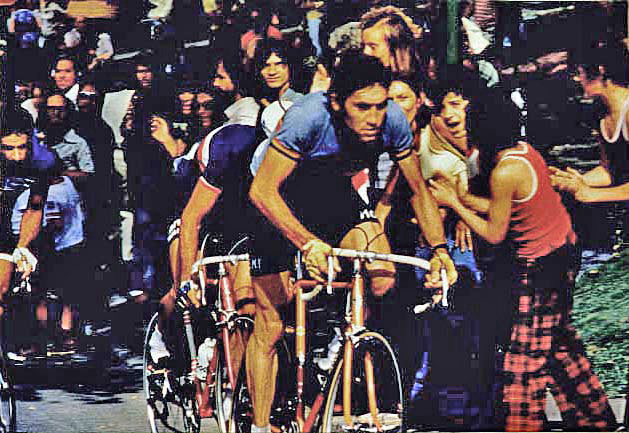
Eddy Merckx in azione ai Campionati del mondo su strada 1974 di Montréal

Concluso il Giro d'Italia, in giugno si aggiudicò anche il Giro di Svizzera, sua prima e unica affermazione nella corsa, per sottoporsi quindi, il 22 giugno, ad un intervento chirurgico al perineo, il cosiddetto "sopra-sella". Nel successivo Tour de France il belga, complici le assenze di Luis Ocaña, Joop Zoetemelk (entrambi incidentati prima della grande corsa a tappe), Bernard Thevénet e Felice Gimondi, ebbe meno difficoltà ad affermarsi. Conquistò la maglia gialla nel prologo di Brest, la cedette al suo gregario Joseph Bruyère, la riprese e la perse nuovamente, per poi reindossarla dopo aver vinto lo sprint di gruppo a Châlons-sur-Marne, nella settima tappa. Da lì in poi nessuno fu più in grado di togliergli il primato. Sulle Alpi Merckx si aggiudicò due frazioni, senza però staccare né l'ormai trentottenne Poulidor né lo spagnolo Gonzalo Aja, poi venne battuto da Vicente López Carril nel tappone con Télégraphe e Galibier (ma Poulidor quel giorno perse quasi sei minuti dal belga). Sui Pirenei il belga vinse ancora, nella tappa di La Seu d'Urgell, battendo allo sprint tutti i migliori; durante le due giornate seguenti perse però quasi tre minuti dallo scatenato Poulidor, capace di staccarlo sia sull'erta di Pla d'Adet che sul Tourmalet. Le giornate finali di gara furono però un monologo del campione belga, vincitore di tre delle ultime cinque tappe, compresa quella finale sul Velodromo di Vincennes. Pur non dominando, insomma, Merckx fece sue, come nel 1970, otto frazioni, fu per ventidue giorni in maglia gialla, batté di otto minuti il secondo e il terzo classificato, Raymond Poulidor e López Carril, e poté infine festeggiare il quinto successo – eguagliò Jacques Anquetil – in cinque partecipazioni alla Grande Boucle. A fine agosto si aggiudicò per la terza volta, così come già fatto da Alfredo Binda e Rik Van Steenbergen, il titolo mondiale su strada: nell'occasione fu il più forte, andando a riprendere il fuggitivo Bernard Thévenet e staccando quindi gli altri inseguitori. Gli restò a ruota solo Poulidor, ma nella volata a due in vista del traguardo Merckx ebbe facilmente la meglio, vestendo ancora l'iride.

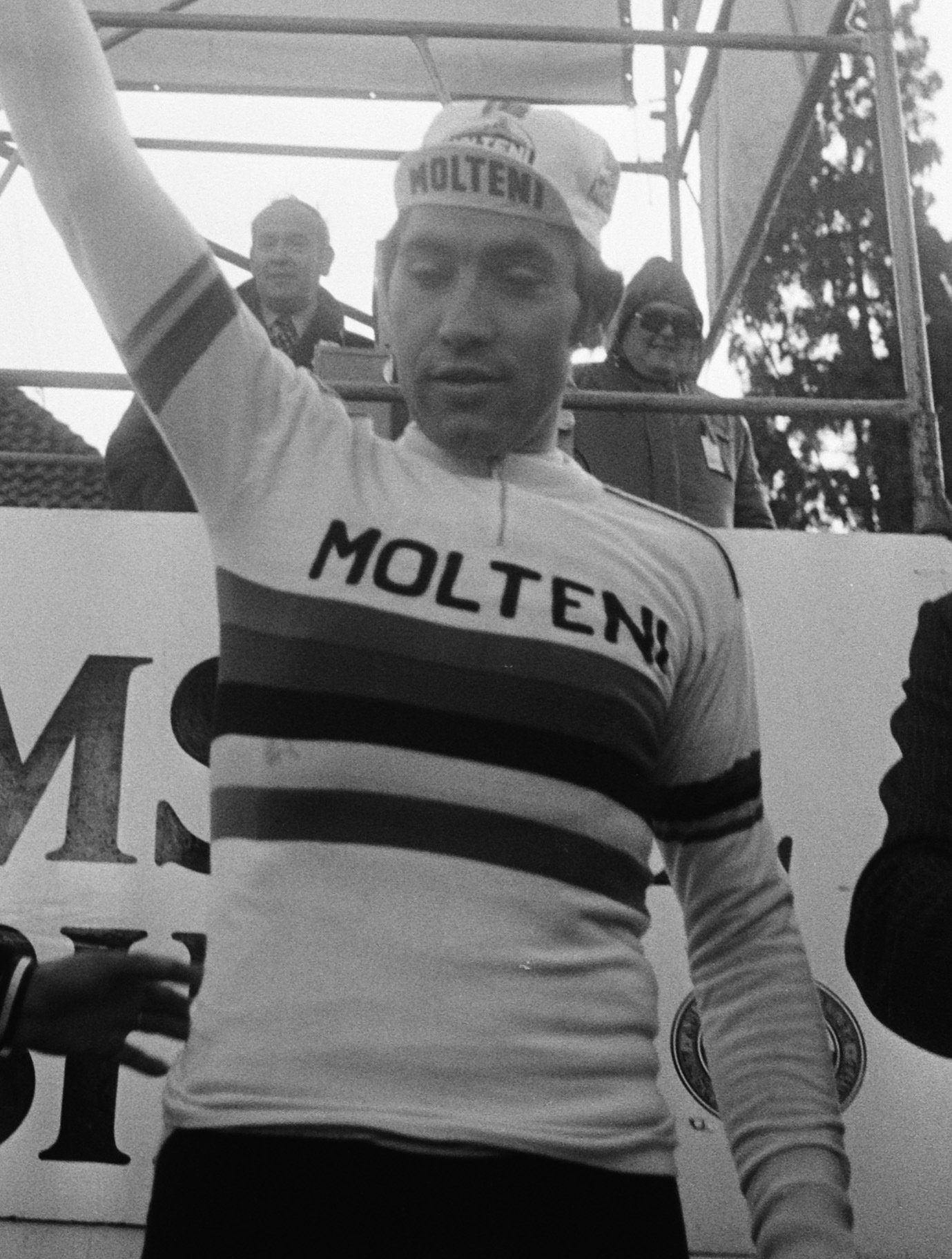
Merckx vincitore in maglia iridata all'Amstel Gold Race 1975

#### 1975-1976: le ultime vittorie nelle classiche
Nel 1975 Merckx ottenne 38 vittorie. La stagione iniziò al meglio: dopo aver rivinto per la quarta volta il Giro di Sardegna, ottenne il sesto successo alla Milano-Sanremo (vinse in una volata a cinque ed eguagliò lo storico record di trionfi di Costante Girardengo), il secondo al Giro delle Fiandre, il quinto alla Liegi-Bastogne-Liegi e il secondo all'Amstel Gold Race, e con due piazzamenti di prestigio quali il secondo posto alla Parigi-Roubaix, alle spalle di Roger De Vlaeminck e dopo aver patito una foratura nel finale, e il terzo alla Freccia Vallone. Come già nel 1971, non partecipò né alla Vuelta a España né, a sorpresa, al Giro d'Italia, prova in cui ambiva a ottenere il sesto successo: debilitato nei giorni precedenti alla gara da un attacco di angina tonsillare, non riuscì a recuperare, dando ufficialmente forfait il giorno prima del via. Il suo obiettivo per la seconda parte di stagione divenne il sesto trionfo al Tour de France, come nessuno aveva mai fatto. Appena prima della partenza venne insignito della croce di Cavaliere della Legion d'Onore francese, poi cominciò la corsa vera. Per le prime cinque giornate fu un giovane Francesco Moser a guidare il gruppo in maglia gialla; al termine della cronometro di Merlin Plage, però, l'italiano dovette abdicare e il primato passò a Merckx. Il belga si ripeté ancora a cronometro aggiudicandosi la frazione di Auch, tenne sui Pirenei – pur perdendo una cinquantina di secondi da Zoetemelk e Thévenet nel tappone con arrivo a Saint-Lary-Soulan – e si presentò ai piedi del Massiccio Centrale con un vantaggio di un minuto e mezzo sul francese della Peugeot e di quasi quattro su Zoetemelk. Nella tappa di Puy-de-Dôme, la seconda sul Massiccio, Thévenet e Van Impe attaccarono e staccarono la maglia gialla sull'erta finale. Merckx si lanciò all'inseguimento, ma a poche centinaia di metri dalla vetta venne colpito all'addome da uno spettatore a bordo strada; nonostante il dolore riuscì a concludere, perdendo "solo" 49 secondi da Van Impe e quindici in meno dal francese, e conservò la maglia. Appena tagliato il traguardo venne anche colto da un attacco di vomito: fu costretto ad assumere prima degli antidolorifici e poi anche degli anticoagulanti, con un ovvio calo delle successive prestazioni.

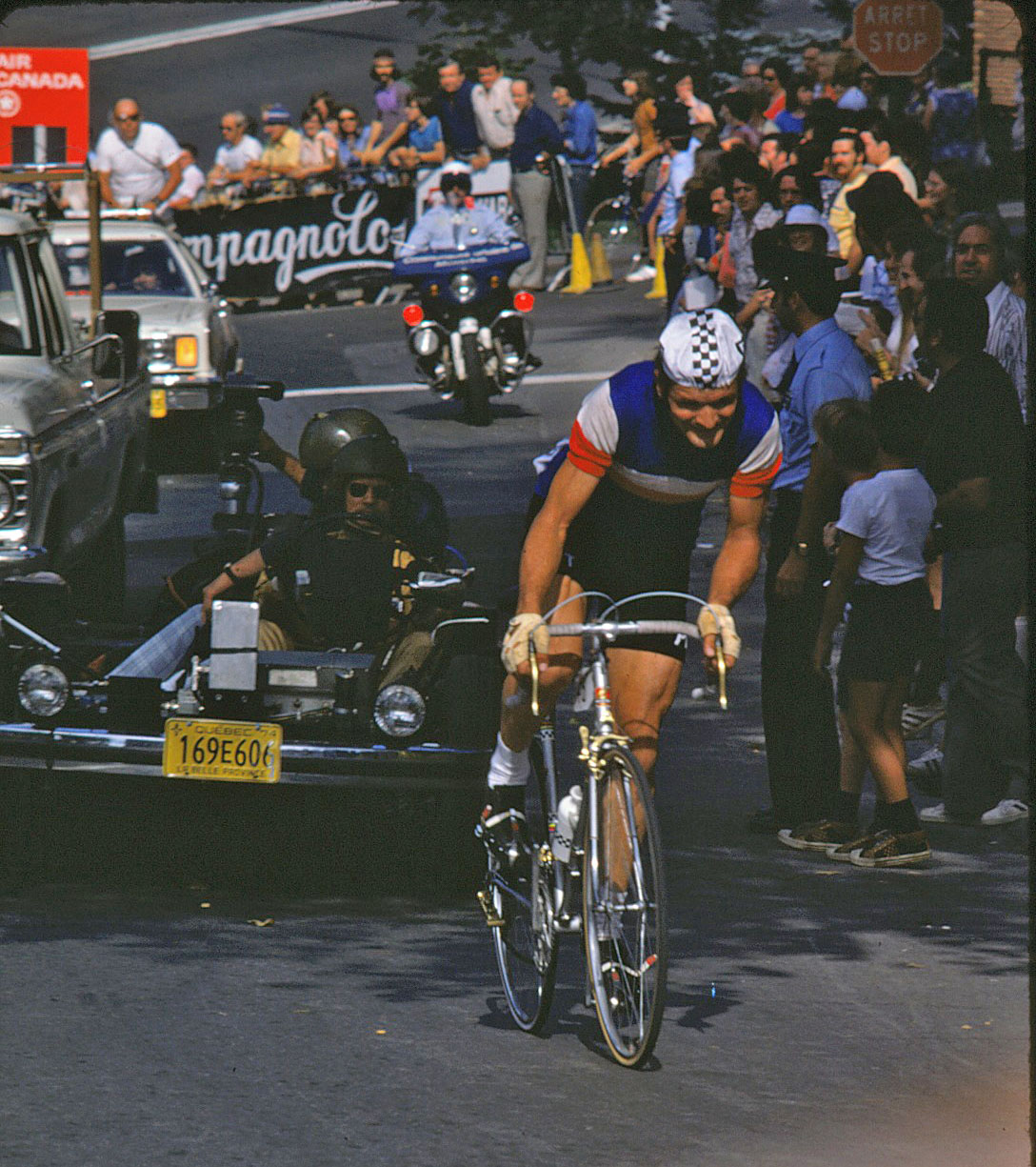
Bernard Thévenet, qui con la divisa della Nazionale francese, fu il primo a battere Merckx al Tour nel 1975

Il 13 luglio 1975, due giorni dopo quei fatti, si affrontava la Nizza-Pra Loup, 217 chilometri con sei colli da scalare e un dislivello complessivo di 5266 metri. Sulla quinta delle sei salite, l'Allos, davanti erano rimasti solo in cinque, Gimondi, Thévenet, Van Impe, Zoetemelk e Merckx: proprio la maglia gialla, con uno scatto a 800 metri dalla vetta, scollinò per primo e, dopo una discesa a tutta, si presentò all'inizio dell'ultima ascesa con un minuto e mezzo sui primi inseguitori. Sembrava un vantaggio ragguardevole, ma proprio sulle rampe verso Pra Loup il belga andò improvvisamente in crisi: lo sorpassarono prima un incredulo Gimondi, poi Thévenet, che andrà a vincere la tappa, poi gli altri due del gruppetto. Al traguardo perse ben 1'56" dal francese, nuova maglia gialla. Già l'indomani, sul traguardo di Serre Chevalier, Thévenet fece il bis, staccò tutti i rivali sull'Izoard e inflisse loro ben 2'22", rafforzando il primato. Merckx non riuscì a rimontare, ma anzi cadde nella cronometro di Châtel, procurandosi una frattura alla mandibola: in classifica chiuderà al secondo posto, a 2'47" da Thévenet, per la prima volta battuto al Tour e per l'ultima volta veramente competitivo nella grande corsa a tappe francese. Ai mondiali su strada di Yvoir fu ottavo, dopo aver corso a sostegno di Maertens e De Vlaeminck, e in chiusura di stagione si confermò per la settima e ultima volta leader annuale del Super Prestige Pernod, un record ancora ineguagliato per il mondiale a punti di ciclismo.
Nel 1976 partecipò per l'unica volta in carriera alla Tirreno-Adriatico, piazzandosi secondo alle spalle di De Vlaeminck. Tre giorni dopo le sue vittorie alla Milano-Sanremo diventarono sette, su nove partecipazioni, un record assoluto: quell'anno in Via Roma precedette il neoprofessionista Jean-Luc Vandenbroucke, poi declassato, e Wladimiro Panizza, più staccato. Dopo aver vinto la Setmana Catalana e chiuso al terzo posto il Tour de Romandie, corse ancora il Giro d'Italia, con l'obiettivo del sesto titolo, ma dovette accontentarsi dell'ottava piazza finale: ad aggiudicarsi la gara fu, per la terza volta in carriera, il suo rivale di sempre, Felice Gimondi. In settembre ai campionati del mondo di Ostuni concluse quinto, nella gara vinta dal connazionale Maertens. A fine stagione il bottino delle sue sei annate con la Molteni sarà di ben 246 successi.

### Gli ultimi due anni
Nel 1977, dopo l'addio al ciclismo della Molteni, che aveva come principale direttore sportivo in quell'anno Henri De Wolf, Merckx si accasò alla Fiat France, squadra diretta da Robert Lelangue, già manager della Molteni stessa, e da Raphaël Géminiani. Il suo inizio di stagione fu molto difficile, e non riuscì a ottenere nessun risultato rilevante, scoprendo inoltre di essere affetto da un virus debilitante; nonostante ciò riuscì ad arrivare sesto alla Liegi-Bastogne-Liegi, ma non poté prendere parte al Giro d'Italia. Nella Freccia Vallone era infatti risultato positivo alla fenilpropanolamina insieme ad altri quindici corridori, per errore del medico Michel Debackere, che aveva ritenuto lecito l'uso di questa sostanza, in quegli anni oggetto di sperimentazione. Dopo aver saltato il Giro ottenne la sua ultima vittoria su strada, al Giro di Svizzera, e si piazzò sesto al Tour de France (a 12'38" dal vincitore Thévenet). Vestì inoltre per la tredicesima volta consecutiva la maglia del Belgio ai campionati mondiali su strada professionisti, a San Cristóbal, nei quali si classificò trentatreesimo, ultimo ma comunque all'arrivo: fu la sua ultima apparizione nella gara iridata. La sua stagione si concluse con la vittoria del titolo europeo di americana, il secondo per lui, e con gli ultimi successi nelle sei giorni (comprese quelle di Berlino e Gand), sempre in coppia con Patrick Sercu.
Passato al team C & A per la stagione 1978, disputò l'ultima gara su strada, l'Omloop van het Waasland a Kemzeke, il 19 marzo di quell'anno, dopodiché nemmeno trentatreenne abbandonò le competizioni agonistiche. L'addio formale alle corse arrivò meno di due mesi dopo, il 18 maggio. Nelle categorie minori prese parte a circa 220 competizioni su strada cogliendo 80 vittorie, 23 tra i debuttanti e 57 tra i dilettanti; tra i professionisti partecipò invece a circa 1580 competizioni su strada ottenendo 445 vittorie, con vittorie in 11 Grandi Giri, 19 classiche monumento, 217 frazioni e tappe e (in assoluto) 67 gare a cronometro. Ottenne inoltre 98 successi su pista (tra cui 17 Sei giorni, 67 omnium, 9 campionati nazionali, 3 campionati europei, oltre al record dell'ora, valido come vittoria) e due nel ciclocross.

## Caratteristiche ed opinioni sul ciclista
Jacques Goddet, allora patron del Tour de France, indicò Fausto Coppi come «il più grande» ed Eddy Merckx come «il più forte» ciclista di sempre; mentre lo storico del ciclismo William Fotheringham lo definì metà uomo metà bicicletta.
Per il suo carattere disinvolto e socievole Gianni Mura lo definì "il più umano dei campioni".

## Dopo il ritiro

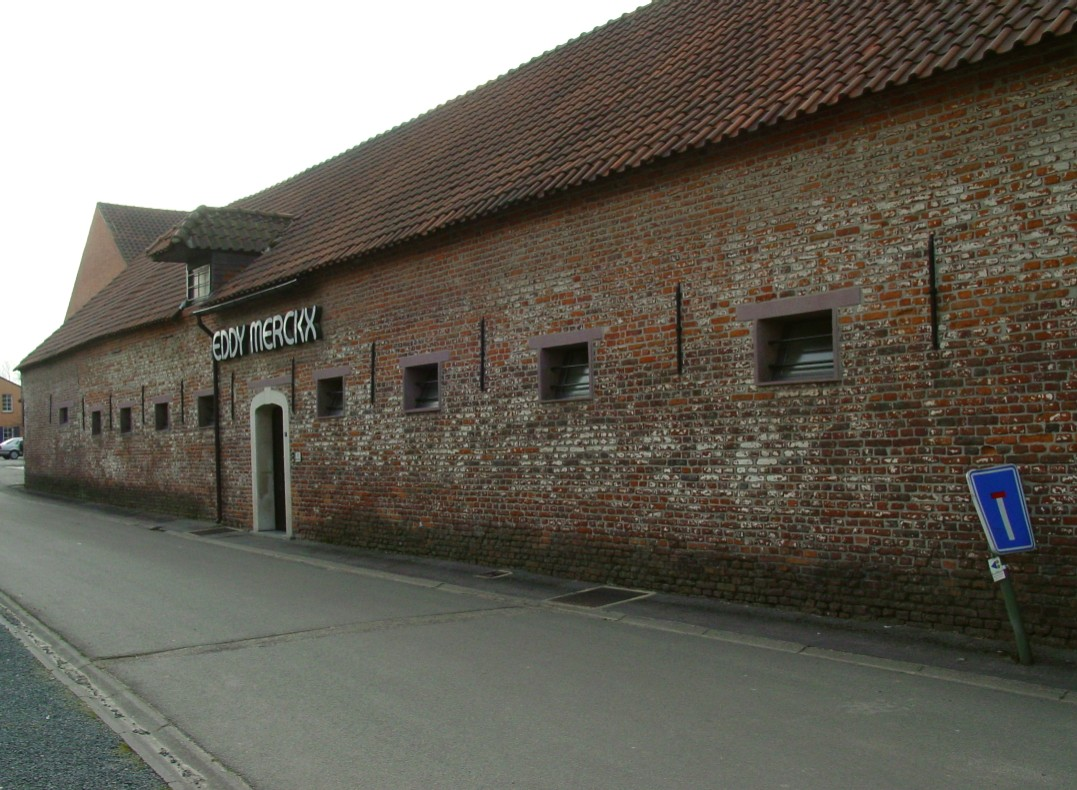
La fabbrica della Eddy Merckx Cycles a Meise

Due anni dopo il ritiro dalle corse, nel 1980, Eddy Merckx ha fondato a Meise, vicino a Bruxelles, una casa di produzione di biciclette da corsa, la Eddy Merckx Cycles. La società, negli anni, ha fornito le biciclette anche a numerose squadre professionistiche quali Kelme, Lotto, 7-Eleven/Motorola, Telekom, Topsport Vlaanderen e Quickstep; i velocipedi Merckx sono stati portati più volte alla vittoria nelle classiche del Nord, in due Giri delle Fiandre (Eddy Planckaert nel 1988 e Peter Van Petegem nel 2003) e in due Parigi-Roubaix (Dirk Demol nel 1988 e Servais Knaven nel 2001).
Tra il 1986 e il 1996 Merckx è stato commissario tecnico della Nazionale belga per le prove mondiali e olimpiche su strada. Durante la sua gestione la rappresentativa ottenne due titoli iridati, nel 1990 con Rudy Dhaenens (un altro belga, Dirk De Wolf, fu secondo) e nel 1996 con Johan Museeuw.
Dal 1998 al 2004 Merckx ha invece ricoperto la carica di responsabile finanziario per la Vlaanderen, formazione professionistica belga da lui patrocinata. Il 21 luglio 1996, in occasione della festa nazionale belga, è stato insignito del titolo di barone dal Re Alberto II: è in tal modo diventato il primo atleta in Belgio ad assumere un titolo nobiliare per meriti sportivi. Gli è stato inoltre assegnato dall'Unione Ciclistica Internazionale, nell'aprile 2000, il premio di Ciclista del secolo.
Nel settembre 2003 è stata aperta una fermata, a lui intitolata, sulla Linea 5 della Metropolitana di Bruxelles: nel padiglione centrale della stazione, sita nel comune di Anderlecht, è esposta la bicicletta (la Mexico Oro di Colnago) utilizzata dal campione per il record dell'ora del 1972. Nel 2004 a Merckx è stato intitolato anche il velodromo Blaarmeersen di Gand: il nuovo complesso, reinaugurato il 17 febbraio 2006 al termine dei lavori per la costruzione della copertura, ha preso il nome di Vlaams Wielercentrum Eddy Merckx (Centro ciclistico fiammingo Eddy Merckx). Nel 2005, nell'ambito di una serie di documentari prodotta dall'emittente radiofonica belga Radio 1 e dal canale televisivo Canvas, è stato uno dei 111 nominati nel sondaggio sul "più grande belga" (De Grootste Belg) della storia: nel voto fiammingo ha ottenuto il terzo posto, in quello vallone il quarto. Nel maggio 2010 le poste belghe hanno infine emesso, al termine di una cerimonia cui ha presenziato anche il primo ministro Yves Leterme, una serie limitata di francobolli raffiguranti Merckx.

## Trofei

### Strada

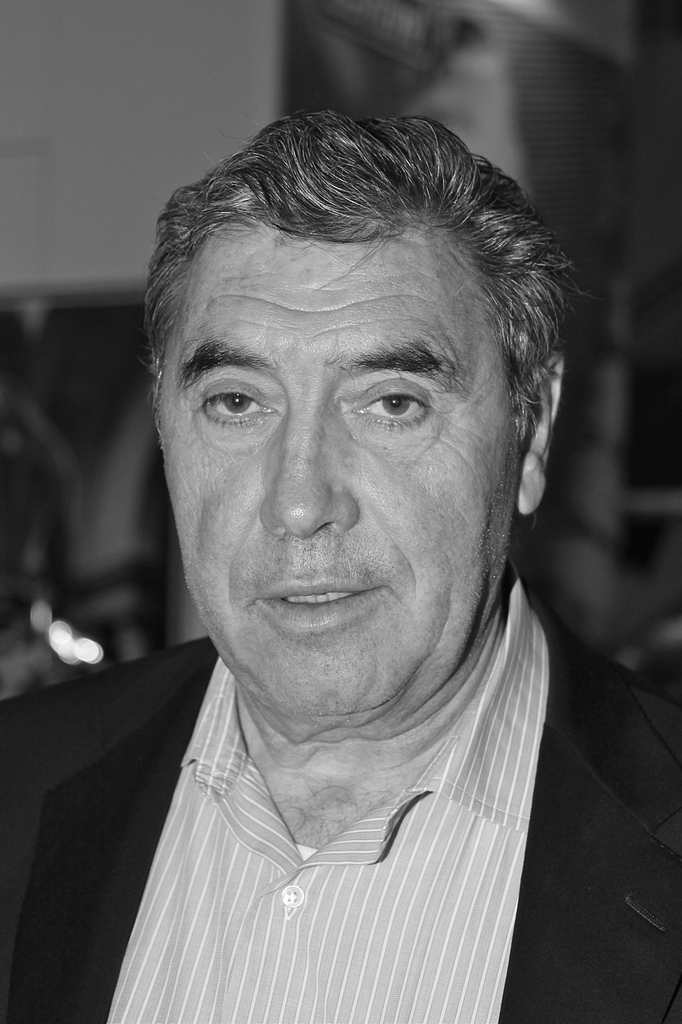
Eddy Merckx nel 2009.

- 1963 (dilettanti)

2ª tappa, 2ª semitappa Tour du Limbourg Amateurs (cronometro)
Classifica generale Tour du Limbourg Amateurs
- 1964 (dilettanti)

Campionati del mondo, Prova in linea dilettanti (Sallanches)
- 1965 (Solo-Superia, una vittoria)

Grote Prijs Stad Vilvoorde
- 1966 (Peugeot, tredici vittorie)

Milano-Sanremo
Grand Prix Pino Cerami
Bruxelles-Meulebeke
Grand Prix de Rousies
3ª tappa Tour du Morbihan
4ª tappa Tour du Morbihan (cronometro)
Classifica generale Tour du Morbihan
Druivenkoers
1ª tappa, 2ª semitappa (Montjuïc, cronometro)
Classifica generale Escalada a Montjuïc
Trofeo Baracchi (cronocoppie, con Ferdinand Bracke)
Kampioenschap van Vlaanderen
- 1967 (Peugeot, sedici vittorie)

Circuit de la Vallée de la Senne
6ª tappa Giro di Sardegna (Sassari, cronometro)
7ª tappa Giro di Sardegna (Sassari > Cagliari)
2ª tappa Parigi-Nizza (Châteaurenard > Château-Chinon
6ª tappa Parigi-Nizza (Marignane > Hyères)
Milano-Sanremo
Gand-Wevelgem
Grand Prix du Tournaisis
Freccia Vallone
Tour du Condroz
12ª tappa Giro d'Italia (Caserta > Blockhaus)
14ª tappa Giro d'Italia (Riccione > Lido degli Estensi)
Campionati del mondo, Prova in linea (Heerlen)
3ª tappa Parigi-Lussemburgo (Nancy > Lussemburgo)
Nationale Sluitingsprijs
Trofeo Baracchi (cronocoppie, con Ferdinand Bracke)
- 1968 (Faema, diciassette vittorie)

2ª tappa Giro del Belgio (Bertrix > Verviers)
1ª tappa Giro di Sardegna (Roma > Civitavecchia)
5ª tappa, 2ª semitappa Giro di Sardegna (Arbatax > Nuoro, cronometro)
Classifica generale Giro di Sardegna
Parigi-Roubaix
1ª tappa, 2ª semitappa Tour de Romandie (Ginevra > Boncourt)
Classifica generale Tour de Romandie
1ª tappa Giro d'Italia (Campione d'Italia > Novara)
2ª tappa Giro d'Italia (Novara > Saint-Vincent)
8ª tappa Giro d'Italia (San Giorgio Piacentino > Brescia)
12ª tappa Giro d'Italia (Gorizia > Tre Cime di Lavaredo)
Classifica generale Giro d'Italia
Gran Premio Cynar-Lugano (cronometro)
Tre Valli Varesine
2ª tappa Volta Ciclista a Catalunya (Cambrils > Tàrrega)
6ª tappa, 2ª semitappa Volta Ciclista a Catalunya (Figueres > Roses, cronometro)
Classifica generale Volta Ciclista a Catalunya
1ª tappa Attraverso Losanna (Losanna > Losanna)
2ª tappa Attraverso Losanna (Losanna, cronometro)
Classifica generale Attraverso Losanna
- 1969 (Faema, ventuno vittorie)

3ª tappa Vuelta a Levante (Benidorm > Cullera)
4ª tappa Vuelta a Levante (Cullera > Buñol)
5ª tappa Vuelta a Levante (Valencia > Benicasim)
Classifica generale Vuelta a Levante
2ª tappa Parigi-Nizza (Joigny > Le Creusot)
3ª tappa, 2ª semitappa Parigi-Nizza (Saint-Étienne, cronometro)
7ª tappa, 2ª semitappa Parigi-Nizza (Nizza > Col d'Èze, cronometro)
Classifica generale Parigi-Nizza
Milano-Sanremo
Bruxelles-Meulebeke
Giro delle Fiandre
Liegi-Bastogne-Liegi
3ª tappa, 1ª semitappa Giro d'Italia (Mirandola > Montecatini Terme)
3ª tappa, 2ª semitappa Giro d'Italia (Montecatini Terme, cronometro)
6ª tappa Giro d'Italia (Viterbo > Terracina)
14ª tappa Giro d'Italia (Cesenatico > San Marino, cronometro)
6ª tappa Tour de France (Mulhouse > Ballon d'Alsace)
8ª tappa, 1ª semitappa Tour de France (Divonne-les-Bains, cronometro)
11ª tappa, 1ª semitappa Tour de France (Briançon > Digne)
15ª tappa Tour de France (Revel, cronometro)
17ª tappa Tour de France (Mourenx)
22ª tappa, 2ª semitappa Tour de France (Créteil > Parigi, cronometro)
Classifica generale Tour de France
2ª tappa Parigi-Lussemburgo (Rethel > Lussemburgo)
Classifica generale Parigi-Lussemburgo
- 1970 (Faema, trentadue vittorie)

2ª tappa Giro di Sardegna (Lanusei > Cagliari)
5ª tappa, 1ª semitappa Giro di Sardegna (Porto Torres > Sassari, cronometro)
3ª tappa Parigi-Nizza (Autun > Saint-Étienne)
7ª tappa, 2ª semitappa Parigi-Nizza (Sainte-Maxime > Seillans)
8ª tappa, 2ª semitappa Parigi-Nizza (Nizza > Turbia, cronometro)
Classifica generale Parigi-Nizza
Gand-Wevelgem
1ª tappa, 2ª semitappa Giro del Belgio (Virton > Virton, cronometro)
3ª tappa, 2ª semitappa Giro del Belgio (Heist > Heist, cronometro)
Classifica generale Giro del Belgio
Parigi-Roubaix
Freccia Vallone
6ª tappa Giro d'Italia (Comerio > Saint-Vincent)
7ª tappa Giro d'Italia (Malcesine > Brentonico)
9ª tappa Giro d'Italia (Bassano del Grappa > Treviso, cronometro)
Classifica generale Giro d'Italia
Campionati belgi, Prova in linea
Prologo Tour de France (Limoges, cronometro)
7ª tappa, 1ª semitappa Tour de France (Valenciennes > Forest)
10ª tappa Tour de France (Belfort > Divonne-les-Bains)
11ª tappa, 1ª semitappa Tour de France (Divonne-les-Bains, cronometro)
12ª tappa Tour de France (Thonon-les-Bains > Grenoble)
14ª tappa Tour de France (Mont Ventoux)
20ª tappa, 2ª semitappa Tour de France (Bordeaux, cronometro)
23ª tappa Tour de France (Versailles > Parigi, cronometro)
Classifica generale Tour de France
Grand Prix Union-Brauerei
1ª tappa, 2ª semitappa Escalada a Montjuïc (Montjuïc, cronometro)
Classifica generale Escalada a Montjuïc
Coppa Agostoni
2ª tappa Attraverso Losanna (Losanna, cronometro)
Classifica generale Attraverso Losanna
- 1971 (Molteni, trentaquattro vittorie)

1ª tappa Giro di Sardegna (Potenza > Salerno)
3ª tappa, 1ª semitappa Giro di Sardegna (Oristano > Macomer)
5ª tappa Giro di Sardegna (Olbia > Nuoro)
Classifica generale Giro di Sardegna
Prologo Parigi-Nizza (Dourdan, cronometro)
2ª tappa, 2ª semitappa Parigi-Nizza (Autun, cronometro)
7ª tappa, 2ª semitappa Parigi-Nizza (Nizza > Col d'Èze, cronometro)
Classifica generale Parigi-Nizza
Milano-Sanremo
Omloop Het Volk
1ª tappa Giro del Belgio (Heist > Heist, cronometro)
2ª tappa Giro del Belgio (Heist > Mons)
4ª tappa Giro del Belgio (Spa > Herbeumont)
Classifica generale Giro del Belgio
Liegi-Bastogne-Liegi
Rund um den Henninger-Turm
1ª tappa, 2ª semitappa Critérium du Dauphiné Libéré (Tournon-sur-Rhône > Saint-Étienne, cronometro)
5ª tappa, 2ª semitappa Critérium du Dauphiné Libéré (Le Creusot > Montceau-les-Mines, cronometro)
Classifica generale Critérium du Dauphiné Libéré
1ª tappa Grand Prix du Midi Libre (Carcassonne > Béziers)
2ª tappa Grand Prix du Midi Libre (Béziers > Millau)
Classifica generale Grand Prix du Midi Libre
Gran Premio Città di Camaiore
2ª tappa Tour de France (Mulhouse > Strasburgo)
13ª tappa Tour de France (Albi, cronometro)
17ª tappa Tour de France (Mont-de-Marsan > Bordeaux)
20ª tappa Tour de France (Versailles > Parigi, cronometro)
Classifica generale Tour de France
Campionati del mondo, Prova in linea (Mendrisio)
1ª tappa, 1ª semitappa Escalada a Montjuïc (Montjuïc > Montjuïc)
1ª tappa, 2ª semitappa Escalada a Montjuïc (Montjuïc, cronometro)
Classifica generale Escalada a Montjuïc
Grand Prix Baden-Baden (cronocoppie, con Herman Van Springel)
Giro di Lombardia
- 1972 (Molteni, trentadue vittorie)

Prologo Parigi-Nizza (Dourdan, cronometro)
2ª tappa Parigi-Nizza (Vierzon > Autun)
5ª tappa Parigi-Nizza (Valence > Manosque)
Milano-Sanremo
Freccia del Brabante
Liegi-Bastogne-Liegi
Freccia Vallone
12ª tappa, 1ª semitappa Giro d'Italia (Forte dei Marmi, cronometro)
14ª tappa Giro d'Italia (Savona > Monte Jafferau)
16ª tappa Giro d'Italia (Parabiago > Livigno)
19ª tappa, 2ª semitappa Giro d'Italia (Arco, cronometro)
Classifica generale Giro d'Italia
Prologo Tour de France (Angers, cronometro)
5ª tappa, 2ª semitappa Tour de France (Bordeaux, cronometro)
8ª tappa Tour de France (Pau > Luchon)
13ª tappa Tour de France (Orcières-Merlette > Briançon)
14ª tappa, 1ª semitappa Tour de France (Briançon > Valloire/Colle del Galibier)
20ª tappa, 1ª semitappa Tour de France (Versailles, cronometro)
Classifica generale Tour de France
Grote Scheldeprijs
Grand Prix Union-Brauerei
Giro del Piemonte
Gran Premio di Mendrisio
1ª tappa, 2ª semitappa Escalada a Montjuïc (Montjuïc > Montjuïc)
1ª tappa, 3ª semitappa Escalada a Montjuïc (Montjuïc, cronometro)
Classifica generale Escalada a Montjuïc
Giro dell'Emilia
Giro di Lombardia
1ª tappa Attraverso Losanna (Losanna > Losanna)
2ª tappa Attraverso Losanna (Losanna, cronometro)
Classifica generale Attraverso Losanna
Trofeo Baracchi (cronocoppie, con Roger Swerts)
- 1973 (Molteni, trenta vittorie)

Trofeo Laigueglia
4ª tappa, 1ª semitappa Giro di Sardegna (Burcei, cronometro)
Classifica generale Giro di Sardegna
Omloop Het Volk
1ª tappa Parigi-Nizza (Saint-Fargeau-Ponthierry, cronometro)
Gand-Wevelgem
Amstel Gold Race
Parigi-Roubaix
Liegi-Bastogne-Liegi
Prologo Vuelta a España (Calp > Calp, cronometro)
8ª tappa Vuelta a España (Castellón de la Plana > Calafell)
10ª tappa Vuelta a España (Barcellona > Empuriabrava)
15ª tappa, 2ª semitappa Vuelta a España (Torrelavega, cronometro)
16ª tappa Vuelta a España (Torrelavega > Miranda de Ebro)
17ª tappa, 2ª semitappa Vuelta a España (Hernani > San Sebastián, cronometro)
Classifica generale Vuelta a España
Prologo Giro d'Italia (Verviers, cronocoppie con Roger Swerts)
1ª tappa Giro d'Italia (Verviers > Colonia)
4ª tappa Giro d'Italia (Ginevra > Aosta)
8ª tappa Giro d'Italia (Lido delle Nazioni > Carpegna)
10ª tappa Giro d'Italia (Alba Adriatica > Lanciano)
18ª tappa Giro d'Italia (Verona > Andalo)
Classifica generale Giro d'Italia
1ª tappa Grand Prix de Fourmies
Classifica generale Grand Prix de Fourmies
Parigi-Bruxelles
Grand Prix des Nations (cronometro)
1ª tappa Attraverso Losanna (Losanna > Losanna)
2ª tappa Attraverso Losanna (Losanna, cronometro)
Classifica generale Attraverso Losanna
- 1974 (Molteni, ventidue vittorie)

Trofeo Laigueglia
Prologo Parigi-Nizza (Saint-Fargeau-Ponthierry, cronometro)
1ª tappa Parigi-Nizza (Ponthierry > Orléans)
5ª tappa Parigi-Nizza (Orange > Bandol)
12ª tappa Giro d'Italia (Forte dei Marmi, cronometro)
21ª tappa Giro d'Italia (Misurina > Bassano del Grappa)
Classifica generale Giro d'Italia
Prologo Tour de Suisse (Gippingen, cronometro)
2ª tappa Tour de Suisse (Diessenhofen > Eschenbach)
9ª tappa, 2ª semitappa Tour de Suisse (Olten, cronometro)
Classifica generale Tour de Suisse
Prologo Tour de France (Brest, cronometro)
7ª tappa Tour de France (Mons > Châlons-sur-Marne)
9ª tappa Tour de France (Gaillard)
10ª tappa Tour de France (Aix-les-Bains)
15ª tappa Tour de France (La Seu d'Urgell)
19ª tappa, 2ª semitappa Tour de France (Bordeaux, cronometro)
21ª tappa, 1ª semitappa Tour de France (Orléans)
22ª tappa Tour de France (Parigi)
Classifica generale Tour de France
Campionati del mondo, Prova in linea (Montréal)
1ª tappa, 2ª semitappa Escalada a Montjuïc (Montjuïc > Montjuïc)
1ª tappa, 3ª semitappa Escalada a Montjuïc (Montjuïc, cronometro)
Classifica generale Escalada a Montjuïc
- 1975 (Molteni, diciannove vittorie)

2ª tappa Giro di Sardegna (Alghero > Alghero)
Classifica generale Giro di Sardegna
Sassari-Cagliari
Prologo Parigi-Nizza (Fontenay-sous-Bois, cronometro)
5ª tappa Parigi-Nizza (Orange > Saint-Rémy-de-Provence)
Milano-Sanremo
Amstel Gold Race
3ª tappa, 2ª semitappa Setmana Catalana (Casseres > Santuario di Santa Maria di Queralt, cronometro)
Classifica generale Setmana Catalana
Giro delle Fiandre
Liegi-Bastogne-Liegi
1ª tappa Tour de Romandie (Ginevra > Sainte-Croix)
5ª tappa, 2ª semitappa Tour de Romandie (Lancy, cronometro)
8ª tappa Tour de Suisse (Laax > Frauenfeld)
6ª tappa Tour de France (Circuito di Merlin Plage,cronometro)
9ª tappa, 2ª semitappa Tour de France (Auch, cronometro)
Druivenkoers
1ª tappa, 3ª semitappa Escalada a Montjuïc (Montjuïc, cronometro)
Classifica generale Escalada a Montjuïc
- 1976 (Molteni, sei vittorie)

2ª tappa Tirreno-Adriatico (Ferentino > Monte Livata)
Milano-Sanremo
1ª tappa, 1ª semitappa Setmana Catalana (Olot > Batet Serra, cronometro)
4ª tappa, 2ª semitappa Setmana Catalana (L'Hospitalet de Llobregat, cronometro)
Classifica generale Setmana Catalana
Prologo Tour de Romandie (Ginevra, cronometro)
- 1977 (Fiat France, quattro vittorie)

Classifica generale Tour Méditerranéen
4ª tappa Parigi-Nizza (Vaison-la-Romaine > Digne-les-Bains)
Tour du Condroz
6ª tappa Tour de Suisse (Fiesch > Bellinzona)

#### Altri successi (parziale)
- 1963 (dilettanti)

Classifica a punti Ronde van Limburg
- 1964 (dilettanti)

Bruxelles-Opwijk
- 1965 (Solo)

Circuit des 3 Provinces de Oetingen
Critérium de Wijnendaal-Ichtegem
Criterium de Ophasselt-Hekelgem
Criterium de Enschede-Münster
Grand Prix Stad Vilvoorde (Criterium)
Circuito di Houtland
Criterium di Vise
Criterium di Itterberg
Criterium di Wezembeck
Criterium di St.Janssen
Criterium di Kesser-Lo
Criterium di Renaix
Criterium di Nederbrakel
- 1966 (Peugeot)

Criterium di Helchteren
Criterium di Henderleew
Grand Prix de Rumes
Grand Prix de Vianes
Criterium di Ronse
Campionato delle Fiandre
Circuit de l'Aulne (Criterium)
Criterium di Puteaux
- 1967 (Peugeot)

Gran Premio Salvarani
Criterium di Camors
Criterium di De Panne
Criterium di Sint-Leenars
Criterium di Liedekerke
Criterium di Armentieres
Critérium des As
Criterium di Woluwé
Criterium di Ansies
- 1968 (Faema)

Gran Premio di Salsomaggiore
Grand Prix de La Clayette
Criterium di Bornem
Classifica Gran Premi della montagna Giro d'Italia
Classifica a punti Giro d'Italia
Criterium di De Panne
Grand Prix de Alsemberg
- 1969 (Faema)

Circuit de l'Aulne (Criterium)
Classifica combinata Tour de France
Classifica Gran Premi della montagna Tour de France
Criterium di Aalst
Criterium di Woluwé
Criterium di Londerzeel
Criterium di Moorslede
Classifica a punti Tour de France
Classifica generale Super Prestige Pernod
Criterium di Auvelas
Criterium de Ronse
Criterium di De Panne
Criterium di Rijmenam
Grand Prix d'Enter
Grand Prix de la Clayette
Criterium di Lokeren
Criterium di Turnhout
Criterium di Bilzen
- 1970 (Faemino)

Classifica Gran Premi della montagna Tour de France
Classifica combinata Tour de France
Classifica generale Super Prestige Pernod
Grand Prix de Sanary
Gran Premio Col San Martino
Gran Premio di Badia a Settimo
Circuito di Ghedi
Circuito di Villafranca
Criterium di Saint-Cyprien
Criterium di Bilzen
Criterium di Sint-Niklaas
Circuito di Bilbao
Criterium di Berlare
- 1971 (Molteni)

Classifica punti Tour de France
Classifica combinata Tour de France
Classifica generale Super Prestige Pernod
Critérium de Grimpeurs
Criterium di Aalst
Gran Premio di Badia a Settimo
Criterium di La Panne
Criterium di Sint-Lenaarts
Criterium di Bilzen
Cronostaffetta Colonnella-Colonnella
Criterium di Moorslede
Campionato delle Fiandre
Criterium di La Souterraine
- 1972 (Molteni)

Classifica punti Tour de France
Classifica generale Super Prestige Pernod
Criterium di Ronse
Prix de Momignies
Criterium di Woluwé-St Lambert
Criterium di Tienen
Criterium di Sallanches
- 1973 (Molteni)

Classifica a punti Giro d'Italia
6ª tappa, 2ª semitappa Vuelta a España (La Pobla de Farnals, cronosquadre)
Classifica a punti Vuelta a España
Classifica generale Super Prestige Pernod
Circuito di Roccastrada
Criterium di Woluwé-St Lambert
Criterium di La Panne
Criterium di Londerzeel
Cronostaffetta Martinsicuro-Tortoreto
- 1974 (Molteni)

Classifica combinata Tour de France
Classifica generale Super Prestige Pernod
Criterium di Londerzeel
Prix de Momignies
Criterium di Moorslede
Criterium di Poperinge
Critérium des As
Criterium di Malderen
- 1975 (Molteni)

Circuit de l'Aulne (Criterium)
Classifica generale Super Prestige Pernod
- 1976 (Molteni)

Criterium di Tirlemont
Criterium di Assebroek
Grand Prix Monseré
- 1977 (Fiat France)

Criterium di Alsemberg
Criterium di Kluisbergen

### Pista
- 1963 (dilettanti)

Campionati belgi, Americana dilettanti (con Patrick Sercu)
- 1964 (dilettanti)

Campionati belgi, Americana dilettanti (con Patrick Sercu)
- 1965

Campionati belgi, Americana (con Patrick Sercu)
Sei giorni di Gand (con Patrick Sercu)
- 1966

Campionati belgi, Americana (con Patrick Sercu)
- 1967

Campionati belgi, Americana (con Patrick Sercu)
Sei giorni di Gand (con Patrick Sercu)
- 1968

Sei giorni di Charleroi (con Ferdinand Bracke)
- 1969

Campionati europei, Americana (con Patrick Sercu)
- 1971

Sei giorni di Milano (con Julien Stevens)
- 1972

Record dell'ora
- 1973

Campionati belgi, Americana (con Patrick Sercu)
Sei giorni di Dortmund (con Patrick Sercu)
Sei giorni di Grenoble (con Patrick Sercu)
- 1974

Sei giorni di Anversa (con Patrick Sercu)
- 1975

Campionati europei, Omnium endurance
Campionati belgi, Americana (con Patrick Sercu)
Sei giorni di Anversa (con Patrick Sercu)
Sei giorni di Grenoble (con Patrick Sercu)
Sei giorni di Gand (con Patrick Sercu)
- 1976

Campionati belgi, Americana (con Patrick Sercu)
Sei giorni di Rotterdam (con Patrick Sercu)
Sei giorni di Anversa (con Patrick Sercu)
- 1977

Sei giorni di Berlino (con Patrick Sercu)
Sei giorni di Monaco di Baviera (con Patrick Sercu)
Campionati europei, Americana (con Patrick Sercu)
Sei giorni di Gand (con Patrick Sercu)
Sei giorni di Zurigo (con Patrick Sercu)
Sei giorni di Maastricht (con Patrick Sercu)

### Ciclocross
- 1970

Grote Prijs Eeeklo (con Eric De Vlaeminck)
- 1971

Cyclo-cross de Mazé

## Piazzamenti

### Grandi Giri
- Giro d'Italia

1967: 9º
1968: vincitore
1969: squalificato (17ª tappa)
1970: vincitore
1972: vincitore
1973: vincitore
1974: vincitore
1976: 8º
- Tour de France

1969: vincitore
1970: vincitore
1971: vincitore
1972: vincitore
1974: vincitore
1975: 2º
1977: 6º
- Vuelta a España

1973: vincitore

### Classiche monumento
- Milano-Sanremo

1966: vincitore
1967: vincitore
1968: 31º
1969: vincitore
1970: 8º
1971: vincitore
1972: vincitore
1975: vincitore
1976: vincitore
1977: 96º
- Giro delle Fiandre

1966: ritirato
1967: 3º
1968: 9º
1969: vincitore
1970: 3º
1971: 74º
1972: 7º
1973: 3º
1974: 3º
1975: vincitore
1976: 17º
1977: ritirato
- Parigi-Roubaix

1966: 15º
1967: 8º
1968: vincitore
1969: 2º
1970: vincitore
1971: 5º
1972: 7º
1973: vincitore
1974: 4º
1975: 2º
1976: 6º
1977: 11º
- Liegi-Bastogne-Liegi

1966: 8º
1967: 2º
1969: vincitore
1970: 3º
1971: vincitore
1972: vincitore
1973: vincitore
1975: vincitore
1976: 6º
1977: 6º
- Giro di Lombardia

1966: 2º
1967: 6º
1968: 3º
1970: 4º
1971: vincitore
1972: vincitore
1973: vincitore (squalificato)
1974: 2º
1975: 6º

### Competizioni mondiali
- Campionati del mondo

Sallanches 1964 - In linea Dilettanti: vincitore
San Sebastián 1965 - In linea: 29º
Nürburgring 1966 - In linea: 12º
Heerlen 1967 - In linea: vincitore
Imola 1968 - In linea: 8º
Zolder 1969 - In linea: ritirato
Leicester 1970 - In linea: 29º
Mendrisio 1971 - In linea: vincitore
Gap 1972 - In linea: 4º
Barcellona 1973 - In linea: 4º
Montreal 1974 - In linea: vincitore
Yvoir 1975 - In linea: 8º
Ostuni 1976 - In linea: 5º
San Cristóbal 1977 - In linea: 33º
- Giochi olimpici

Tokyo 1964 - In linea: 12º

### Competizioni europee
- 1967 - Omnium: 2°
- 1970 - Omnium: 2°

1975 - Omnium: vincitore
1969 - Americana: vincitore
1975 - Americana: vincitore

## Riconoscimenti
- Mendrisio d'oro del Velo Club Mendrisio nel 1972 e 2011
- Gan Challenge dal 1973 al 1975
- Super Prestige Pernod dal 1969 al 1975
- Sportivo belga dell'anno dal 1969 al 1974
- Trofeo belga per il Merito sportivo nel 1967
- Gran Premio Serge Kampf dell'Accademia dello Sport nel 1969
- Atleta belga del XX secolo
- Atleta UCI del XX secolo[114]
- Premio Marca nel 2000
- Premio Sport del Comune di Camaiore nel 2001
- Premio Vincenzo Torriani nel 2001
- Premio Sport e Civiltà nel 2011
- Inserito nella Hall of Fame del Giro d'Italia nel 2012
- Collare d'argento dell'Ordine olimpico
- Inserito nella Top 25 della Cycling Hall of Fame